# Magyar Állami Operaház

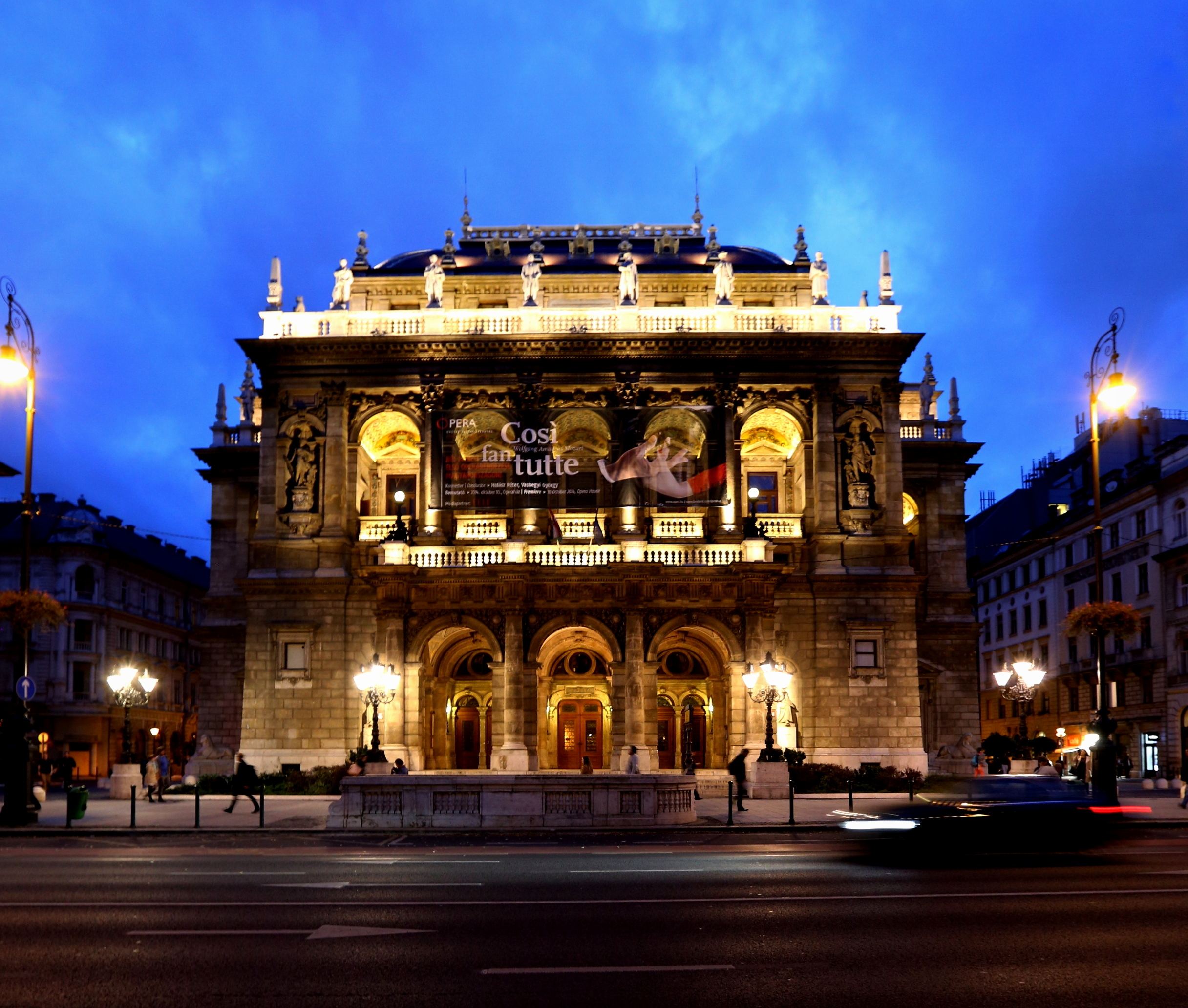
Az Operaház esti fényárban

A Magyar Állami Operaház Magyarország egyetlen nagy létszámú társulattal rendelkező, és kimondottan operákra, balettekre szakosodott színháza. Az épület Budapest egyik legjelentősebb 19. századi műemléke. Neoreneszánsz stílusban épült Ybl Miklós tervei alapján. A gazdagon díszített belső terek kialakításában neves magyar művészek működtek közre, többek között Than Mór, Lotz Károly és Székely Bertalan.
Pest-Budán 1837 óta a Nemzeti Színház adott otthont a zenés drámai műfajnak, azonban az 1867-es kiegyezést követően a város gyors fejlődésének köszönhetően a színház egyre szűkebbnek bizonyult feladatai ellátására. 1872-ben létrejött az a bizottság, amely a felépítendő operaház helyét volt hivatva kijelölni. 1873-ban a belügyminiszter versenytárgyalást írt ki az épület megépítésére, ezt Ybl Miklós terve nyerte meg. Az építkezés 1875-ben kezdődött el, és kilenc évig tartott.
A Magyar Királyi Operaház ünnepélyes megnyitására 1884. szeptember 27-én került sor I. Ferenc József magyar király jelenlétében. A nyitó díszelőadáson a Bánk bán első felvonását, a Hunyadi László nyitányát és a Lohengrin első felvonását adták elő Erkel Ferenc vezényletével. Hamarosan művészi válságba került a társulat, ugyanis sem létszámban, sem pedig színvonalban nem tudott megfelelni a mindennapi színjátszás követelményeinek. Ehhez anyagi problémák is társultak, hiszen a pesti közönség nem volt képes viselni a produkciók költségeit. A helyzet 1888–1891 között változott, amikor az intézmény igazgatója Gustav Mahler volt, az ő nevéhez fűződik a társulat első „aranykora”. Az első világháború kitörése erősen visszavetette az Opera fejlődését, egy évre be is zárt. A két világháború között művészi szempontból ismét virágzásnak indult, köszönhetően Radnai Miklós és Márkus László igazgatók munkásságának. A második világháborút kisebb sérülésekkel vészelte át, így viszonylag hamar, 1945 márciusában ismét megnyitotta kapuit. Azóta az intézmény hivatalos neve Magyar Állami Operaház. 1951-től a közönség mennyiségi igényeinek növekedése miatt az Operaházhoz csatolták a Városi Színházat, amely 1953-tól az Erkel Színház nevet viseli. 2021 őszétől az Eiffel Műhelyházban ifjúsági operaelőadásokat állítanak színpadra. Az operaház ad otthont a Magyar Nemzeti Balettnek is. Az Opera Europa szövetség tagja. Nemzeti minősítésű, állami fenntartású színházművészeti szervezet.

## Az Operaház építésének története

### Építésének előzményei

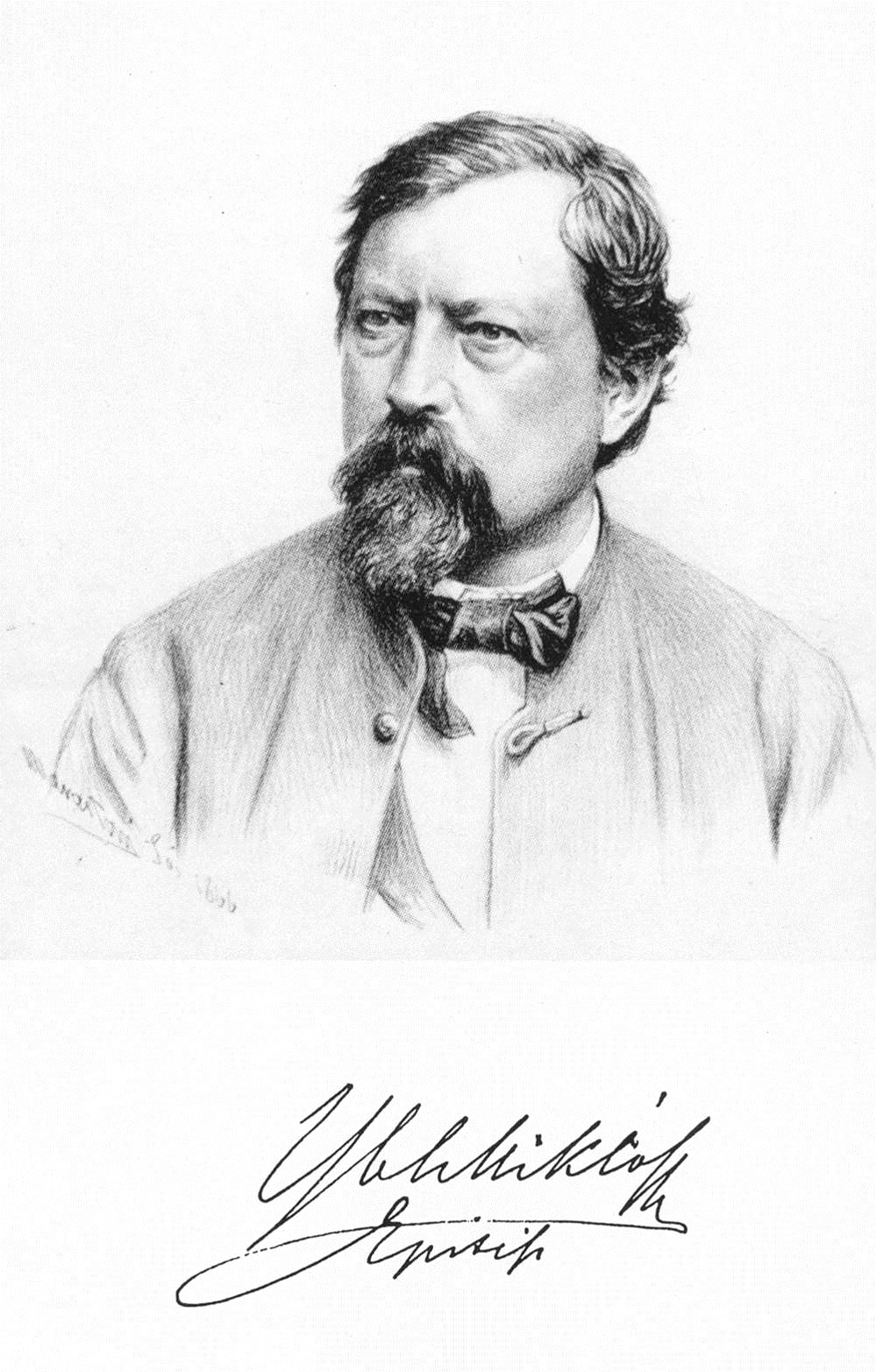
Ybl Miklós

A pesti oldal városképe a 19. század második felében alakult ki, ennek része volt a mai Andrássy út kiépítése is. Ezzel egy időben vetődött fel egy önálló operaház megépítésének ötlete, hiszen a városi élet legrangosabb szórakozása Európa-szerte az opera volt.
Az 1870-es években a Nemzeti Színház, amely váltakozva adott otthont drámai és operaelőadásoknak, egyre kevésbé tudott megfelelni az igényeknek. A Lipót- és Terézvárosban, amely a leggazdagabb és legsűrűbben lakott városrész volt, egyáltalán nem volt színház, ezért az akkori István (ma Klauzál) téren, a vásárcsarnok helyén tartottak drámai és zenés előadásokat. Ennek az ideiglenes színháznak a népszerűsége is hozzájárult ahhoz, hogy éppen megnyitásának esztendejében, 1872-ben Lónyay Menyhért miniszterelnök felkérte Orczy Bódogot, a Nemzeti Színház igazgatóját, hogy állítsa össze javaslatát a létesítendő Operaházra vonatkozóan. Előterjesztésében ekképpen fogalmazott: „a dráma és opera együtt, egy házban kénytelen működni… a színház maga nem felel meg mindkét szak céljainak… Az igazgatási, művezetési, gazdasági, művészi és technikai ügyek szoros összefüggésben állnak egymással: de minthogy nálunk sem a drámai és operai teljesen különféle díszleteknek elegendő helye, sem a segéd-hivatalnokoknak teendőiket végezni elegendő ideje nincs, mivel egyiknek elfoglaltsága másikét kizárja, a helyett, hogy egymást segítve a közös célt mozdítanák elő, egymással minduntalan súrlódnak… ruházat, díszlet pusztul s a különben könnyen elérhető nagyobb mérvű megtakarítások meghiúsíttatnak… nálunk nincs hely a statisztériát öltöztetni; míg egy rész öltözik, azalatt a másik rész az udvaron áll, ül és magán rontja a ruhákat; kivált mióta a katonaságtól nem lehet statisztákat kapni, akikre legalább rá lehetett parancsolni és sorban állva várták amíg rájuk került a sor… Vendégjátékokra sem lehet európai hírű énekeseket meghívni: mert a színház nem jövedelmez annyit, hogy a vendégekért járó túlkiadást be lehetne venni… A balett most csak hézagpótlónak tekintetik és csak operákban működik; de mégis kell tartani első táncosnőt, sőt e mellé táncost is: kell tartani legalább 40 kartáncosnőt; míg egy operaházban, kevés fizetéspótlással és néhány tag szerződtetése mellett önálló balettet is lehetne tartani; s így önálló balettek előadására is használtatván, bizonyosan kifizetné magát…”
Orczy Bódog öt lehetséges helyszínt jelölt meg az új Operaház építésére, de ezek között még nem szerepelt az igazi, amire végül is gazdasági okok miatt esett a választás:
- a Vodianer-ház tömbjének helyén a mai Deák Ferenc tér – Bajcsy-Zsilinszky út – József Attila utca között,
- a Károly-kaszárnya Országútra (a mai Károly körút) néző hátsó udvara és házhelye,
- a Hatvani (ma Kossuth Lajos) utca – Országút – Újvilág (ma Semmelweis) utca közti telek (az ötletet a Magyar (Nemzeti) Színház közelsége miatt elvetették),
- a Dohány utca – Országút – Kerepesi út közti telek (a telek szűkössége és előnytelen formája miatt elvetették),
- a Sugár út – Vilmos császár út torkolatának északi oldala (elvetették, mivel nem akarták módosítani a már megtervezett [Sugár út vonalát).

A miniszterelnök az 1872. október 12-én kelt beadvány alapján 1873. március 12-én kereste meg a Fővárosi Közmunkák Tanácsát, és kérte fel, hogy fejtse ki álláspontját a megépítendő dalszínház elhelyezéséről, a szóba jöhető építészekről és a költségek előteremtésének feltételeiről. A tanács április 16-án válaszolt. A válaszlevélben az Orczy Bódog által javasolt helyszínek mellett két új lehetőséget is felvázolt: a mai Szabadság téren, valamint a Hermina téren a Sugár út mellett. Ez ugyan távolabb volt a város központjától, mint a többi, mellette szólt azonban a könnyű megközelíthetőség, és nem utolsósorban az ára, ami a többiekénél jóval alacsonyabb volt, ugyanakkor az építkezést itt azonnal meg lehetett kezdeni. Ez utóbbi helyszín mellett döntöttek, hiszen a terv egybevágott az Andrássy út kialakításának tervével is. Az Operaháznak a Hermina téren való elhelyezése a Sugár út építésében részt vevő Municipális Hitelintézetnek is érdekében állt, mert ennek révén az értékesítendő telkek iránti érdeklődés fellendülését lehetett várni. A Népszínház itteni megépítésére ugyanis ebben az időszakban – pénz hiánya miatt – nem lehetett számítani, viszont várható volt, hogy az Operaház építését az uralkodó (anyagilag is) támogatja majd. A bank az épület megépítésére 250 000 forintot ajánlott fel kötelezvény formájában. Az építkezés finanszírozásához csatlakozott még Pest városa 403 000 forinttal, de a költségek javát az udvartartási költség művészeti célokra fordítható keretéből biztosították, azaz 1 608 000 forintot. Így tehát az Operaház megépítésére 2 261 200 forint állt rendelkezésre. Az építkezéshez 1873. július 25-én adta hozzájárulását a király.
Időközben a Fővárosi Közmunkák Tanácsa felkérésére Ybl Miklós elkészítette a tervezési program alapjául szolgáló vázlatokat, és a programot összeállító bizottság (elnöke Podmaniczky Frigyes volt) foglalkozni kezdett az Operaházra szóló pályázat kiírásával, amelyre végül Linczbauer Istvánt, Szkalnitzky Antalt, Steindl Imrét, Ybl Miklóst és két külföldi építészt, a gothai Ludwig Bohnstedtet és a bécsi Fellner és Helmert kérték fel. A pályázók mindegyike 2500 forint jutalomban részesült; a legjobb vázlat készítőjének fődíja pedig a végleges tervek elkészítése és 20 000 forint jutalom volt. A pályázatra beérkezett dalműszínházi vázlatok bírálati jegyzőkönyve, alapos és minden kérdésre aprólékosan kitért: a nézőtér méretétől és megközelítésétől kezdve a ruhatárak és kiszolgálóhelyiségek minden apró részletéig, hasonlóképpen a színpad méreteit, a tűzbiztonságot, valamint a színészek, táncosok, zenészek, karmesterek, és az őket, valamint a színpadot kiszolgálók munkafeltételeit, műhelyeit egyenként vizsgálta, rangsorolva a megoldás minőségét.
A pályázat nyertese Ybl Miklós lett, a titkos szavazáson nyolc szavazat közül hét szólt mellette. (Alkalmasint ő is indult a legnagyobb előnnyel, hiszen az igényeket az összes pályázó közül ő ismerte a legjobban.)

### Kivitelezési munkálatok

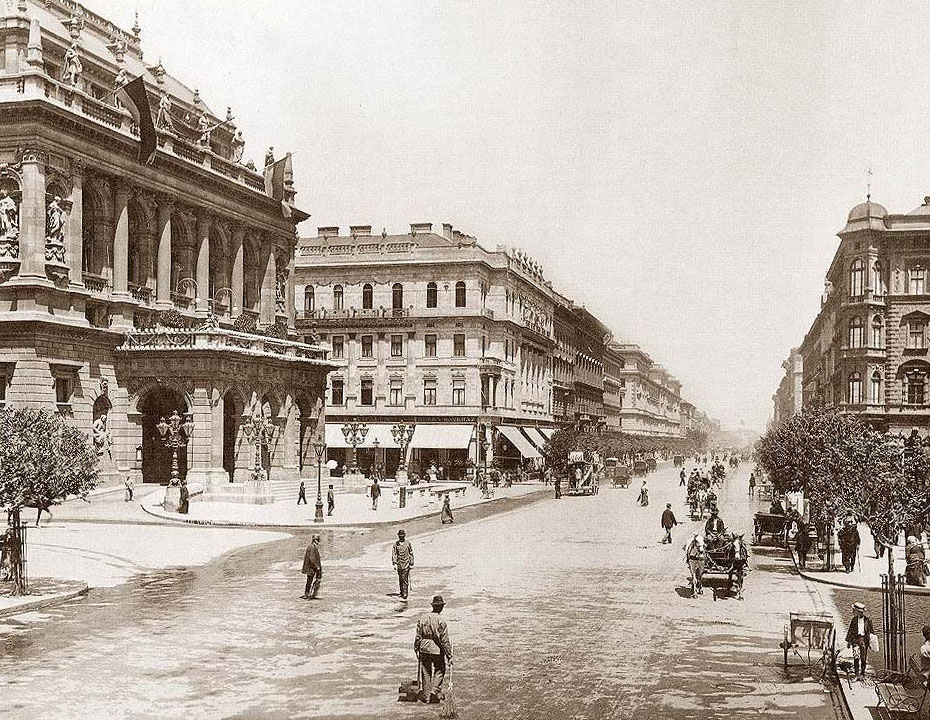
Az Operaház 1896-ban

Ybl Miklóst a belügyminiszter 1874. április 28-án keltezett levelében bízta meg a végleges tervek elkészítésével, amit ő el is fogadott május 1-jén kelt válaszlevelében. Az Operaház építési programját báró Podmaniczky Frigyes, a tervpályázat bíráló bizottságának elnöke, a Fővárosi Közmunkák Tanácsának alelnöke adta meg. Ennek kitételei voltak például a kocsifeljáró kiépítése a főhomlokzaton, amely pedig neoreneszánsz stílusban épüljön meg, a lábazat kőből készüljön, az épületet díszítő szobrok ne gipszből és cementből, hanem kőből vagy terrakottából készüljenek stb. Az építési bizottságban a kormányt Ribáry József, a főudvarmesteri hivatalt Supp Ferenc királyi várkapitány, a fővárost Gerlóczy Károly alpolgármester s egyben a Képzőművészeti Tanács elnöke, a Fővárosi Közmunkák Tanácsát Szumrák Pál, a Nemzeti Színházat Szigligeti Ede igazgató, a mérnökegyletet Weber Antal építész képviselte. A jogtanácsos dr. Ország Sándor lett, a műszaki ellenőrzést Zofahl Gusztáv közmunkatanácsi főmérnök teljesítette, majd 1877-ben bekövetkezett halála után Szilágyi Lajos, közmunkatanácsi segédmérnök. Az Operaház építési bizottságának feladatait, eljárási szabályzatát Bittó István miniszterelnök hagyta jóvá. Az építési engedélyt Ybl Miklós terveire 1875. augusztus 28-án adta meg a fővárosi tanács 30089/75 számon, a Fővárosi Közmunkák Tanácsa előzetes kedvező véleménye alapján.
Versenytárgyalást hirdettek a különböző munkálatok elvégzésére. Podmaniczky ragaszkodott ahhoz, hogy az Operaház építésénél magyar iparosok és művészek dolgozzanak, így a kőművesmunkákat Hofhauser Lajos vállalkozó, az ács- és asztalosmunkákat Neuschloss Károly és fia, a szegecselt acéltartókat, kiváltókat és pilléreket, a páholyok és a proscenium öntöttvas oszlopait Oetl Antal gyára készítette, a Schlick gyár állította elő a kötővasakat, a proscenium vasfüggönyét és a színpadgépezetet, a tűzbiztos ajtókat és díszlakatos munkákat pedig Jungfer Gyula gyára. Az épületet díszítő szobrokat Marchenke Vilmos alkotta. A homlokzat építéséhez felhasznált követ a Sóskúti Kőbánya Rt. szállította, míg a lábazatok, az ajtó- és ablakkeretek alapanyagát a Besztercebányai Kőbánya Társulat szállította. A márványokat Seenger Béla és egy trieszti cég, az Esercizio Cava Romana szállította. Szintén Olaszországból érkeztek a márványoszlopok (a világosak neve giallo di Siena, a. m. sienai sárga, a sötéteké pedig rosso di Francia, a. m. francia vörös). A belső terek mennyezetének stukkózási munkáira Fink Péterrel kötöttek szerződést, a díszítőfestésre pedig Scholtz Róberttel.
Az épületgépészeti berendezések a kor színvonalán álltak. A padláson víztározó medencéket építettek ki, az úgynevezett záporberendezés megtáplálására tűz esetén. A fűtést gőzzel és kályhák segítségével oldották meg, a nézőtérnek pedig modern szellőzőberendezést építettek. A világítást városi gáz (akkori néven légszesz)csillárokkal kívánták megoldani. Ennek megfelelően 1881-ben a gázvezeték főhálózatát meg is építették az egész épületben. Az elektromos világítás is ugyanebben az időben jelent meg, és előnyeit az építőbizottság hamar felismerte, de a légszeszvezetékek már elkészültek. Az épületet teljes egészében azonban csak 1895-ben szerelték át villanyvilágításra, úgy hogy a gázcsövekbe behúzták az elektromos vezetékeket. Ezen munkálatokat a Ganz vállalatok cége végezte. Mivel az áramfejlesztőgépeket nem lehetett az épületben elhelyezni, a Hajós utca 3. alatti épületben szerelték fel őket.
A színpadtechnikai berendezéseket is a kor színvonalán építették meg. Ezeknek terveit Dorogi Károly a Nemzeti Színház főgépésze készítette el, de miután a bécsi Ringtheater 1881. december 8-án leégett, átdolgozták őket. Az új terveket Rudolf Gyula, a berendezéseket az Asphaleia színházépítő társaság készítette, a Schlick öntöde és gépgyár közreműködésével. Az Asphaleia társaság szabadalma, a vízhidraulikával működő színpadgépezet Josef Kautzky díszlettervező szcenikus és Robert Gwinner munkája volt. Elterjedését a bécsi Ringtheater tűzkatasztrófája segítette, mert előtérbe helyezte a színházak tűzbiztonságának fontosságát. Attól kezdve például előnyösnek tartották a színházépítésben a nézőtéri szinthez csatlakozó erkélyeket a homlokzaton, mert ezek a mentést megkönnyítik. Ezt a rendszert a világon elsőként a budapesti Operaházban alkalmazták. 
A berendezés – azon kívül, hogy szerkezetéből a gyúlékony faanyagot kiküszöbölték és helyette acélt használtak– megoldotta, hogy a díszlet- és színpadmezők mozgatását – kézi erő helyett – hidraulikus hengerek végezzék, egységesen és áttekinthetően, egy-egy pontról vezérelten. A szerkezetek mozgatására hidraulikát használtak, ami újításnak számított, hiszen a 19. század közepéig gyártott színpadi gépek kézi erővel működtek. A budapesti Operaház színpadgépezetéhez még két, a világon először itt alkalmazott megoldás tartozott. Az egyik a körhorizont függöny hidraulikus mozgatása volt, az addig szokásos felcsavarás helyett, amit így olyan magasra lehetett felhúzni, hogy bármely díszletet állítva tudtak a színpadra juttatni. A másik újdonság a színpad két hátsó sarkában a hidraulikus teherfelvonó volt, amely a süllyesztőt és a negyedik emeletet kötötte össze, bútor-, jelmez- és kellékszállítás céljából.
Az építkezést már az első naptól anyagi gondok kísérték. 1879-től évente maximálisan 200 000 forintot lehetett felhasználni, noha az építési bizottság minden éves jelentésében szorgalmazta, hogy pótolják ezt. Az építkezés elhúzódása elkeseredést, elégedetlenséget okozott, sőt Podmaniczky az építkezés leállításával is fenyegetőzött. A tervek szerint az épületet 1883-ra kellett volna befejezni. Tisza Kálmán akkori miniszterelnök ezt végül 1884 nyarára tűzte ki, és ennek megvalósítása érdekében a korábbi éves hitelkeret háromszorosát folyósították. Az épület végül 1884. szeptember 27-én nyitotta meg kapuit a nagyközönség előtt.

### Felújítási munkálatok
Az első fontos korszerűsítéseket az Operaház épületén 1912-ben végezték el Medgyaszay István vezetésével. Ekkor alakították ki a földszinti ruhatárat, növelték a nézőtéri helyek számát, emiatt lesüllyesztették és részlegesen a színpad alá tolták a zenekari árkot, lecserélték a székeket, kiszélesítették a közlekedőfolyosókat. A nézőtér fa alépítményét vasszerkezetre cserélték, és az akusztika javítása érdekében, előzetes kísérletek eredménye alapján, fa-, illetve cementrabitz burkolatokat építettek be a nézőtér oldalaira és a zenekari árokba. Megtisztították a festményeket, felújították a szellőzőrendszert, valamint a fűtést és az elektromos hálózatot. Ekkor készültek el a személyfelvonók is, a színpad mélyén, kétoldalt.
A második világháború – szerencsére – nem sok kárt okozott az Operaházban, és ezeket akkor gyorsan ki is javították. 1950-ben végeztek ismét felújítási munkálatokat, Kaufmann Oszkár vezetésével. Ekkor cserélték le az aranyos–mohazöld előfüggönyt meggypirosra, és ehhez igazították színben a többi kárpitozást is. 1960–1970 között a homlokzatokat, a Székely-termet, valamint a királylépcsőt újították fel. 1965-ben kicserélték az elektromos hálózatot és -berendezéseket.
Átfogó rekonstrukciós munkák folytak még 1981–1984 között is. Első lépésben megépült a Hajós utca 11. szám alatt, az opera igazgatósági bejáratával szemben az új üzemház, amelyet alagút köt össze a színházépülettel. Ide kerültek át az Operaház helyreállítása idejére áthelyezhető funkciók, majd a rekonstrukció befejeztével, véglegesen mindazok, amelyek a főépületben nem indokoltak, illetve nélkülözhetők. Siettette az Operaház felújítását, hogy a színpad fölötti rácsos tartórendszer – az ellenőrző vizsgálatok megállapítása szerint – 1980-ban nemhogy a díszletek mozgatásával járó többletterhekre, de már az állandó terhek hordására se volt biztonságosan képes, és így a zsinórpadlás használatáról, a közreműködők életének védelme érdekében le kellett mondani. A legnagyobb átalakításokat az üzemi területen végezték, ezáltal számos helyiség felszabadult a társulat használatára. A színpadszint alatt csak műszaki helyiségek vannak, a műszakiak tartózkodója a Dalszínház utcai oldalon, míg a Hajós utca felől a tűzoltók szobája és az orvosi rendelő. Az igazgatóság az eredeti helyén, a Hajós utcai oldal első emeletén maradt. A színpad két oldalán húzódó traktusba került a férfi és női szóló-, illetve a kari öltözők sora, egészen a 4. szintig, míg a 3. szinten, a hátsó színpad és díszletraktár fölé a balettpróbatermek és azok kiegészítő helyiségei. Ezek fölött, a 4. és 5. szinten helyezkednek el a díszletfestőtermek. Innen, a már kész, felállításra váró díszletelemek a színpad és a hátsószínpad közti folyosó felnyitható padozatain, a csapdákon keresztül juttathatók le rendeltetési helyükre, a színpadra. A régi gőzfűtéses rendszert kicserélték melegvizes-fűtésre, ennek ellátását az új üzemházban létesített kazánház biztosítja. Átalakították elektromechanikusra a színpadgépezetet (a munkálatokat a Sachsischer Brücken und Stahlbau cég végezte). Hátránya, a már említett hidraulikushoz képest, hogy zajosabb. Az alsó színpadi gépezet hat főszínpadi utcából, 2×5 oldalsó emelőpódiumból, kiegyenlítő pódiumból, a zenekari árkot is eltüntető süllyesztőből áll. A nézők kényelmének biztosítása érdekében megnövelték a székek közötti távolságot így a nézőtéri összes helyszám 1394-ről 1289-re csökkent.

## Épülete

### Fekvése
A Magyar Állami Operaház Budapest VI. kerületében az Andrássy út 22. sz. alatt (az egykori Sugárúton) található. A mai Operaház helyén mocsaras környéken egy kétes hírű csárda állt, mely sokáig hátráltatta az új díszes Sugárút kiépítését.

### Az épület

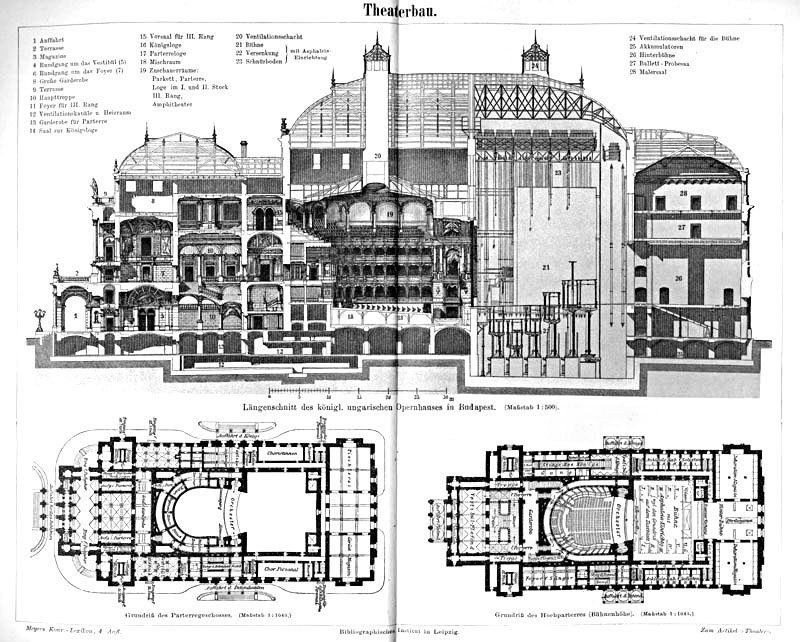
Az Operaház illusztrációja a Meyers-lexikonban

- Beépített alapterület (a fő- és oldalbejáratok lépcsői nélkül): 5383,2 négyzetméter;
- térfogata (az utcaszint alatti részekkel): 198 974,42 légköbméter;
- legnagyobb hossza: 113,22 méter;
- legnagyobb szélessége: 59,06 méter;
- az épület legmagasabb pontja 50,69 méterre van az utcaszint felett;
- a színpad területe: 634,55 négyzetméter (a hátsó színpad plusz 252,98 négyzetméter);
- a színpadtér legnagyobb magassága: 48,4 méter (a süllyesztő aljától a tető aljáig)
- a színpad tengerszint feletti magassága: 109,85 méter,
- utcaszint feletti magassága: 5,29 méter.

Az Operaházat nagyrészt a kor elvárásainak megfelelően alakították ki, de Ybl eltért az iskolapéldának tartott színháztípustól, az 1841-ben épült drezdai operaháztól, amelyet Gottfried Semper tervezett. Ő a Charles Garnier által tervezett párizsi Operát vette alapul, ahol az volt a fő elv, hogy a nézőtér az annak tengelyében elhelyezett díszlépcsőn át közelíthető meg. Ezt követte Ybl is, amikor kialakította az előcsarnokot, illetve a lépcső csarnokterét. Megtartotta azonban az előcsarnok két szélére helyezett lépcsőházi, függőleges kapcsolatot az egyes szintek között a drezdai operaház mintájára. A jól elkülönített színházi személyzeti (hátsó oldalon) és közönségforgalom (főbejárat) kiegészült még a reprezentatív és elkülöníthető megközelítési útvonallal, a királylépcsővel. Ez a Dalszínház utcai kocsifelhajtótól és protokoll-előtérből vezet egyetlen egyenes karral az első emeleti reprezentatív termekhez. Az épület hosszmetszete azonban különbözik a drezdai és a párizsi operaházaktól abban, hogy Ybl közös tetőszerkezettel fedte be a nézőteret és a zsinórpadlást. Az így kialakult nagy légtér lehetővé tette a nézőtér értékes és érzékeny mennyezetének védelmét a nedvesség és a hőmérséklet-ingadozás ellen.

### Külső és belső dekorációk
A Magyar Királyi Dalszínház építése és kifestése nagyszerű lehetőséget jelentett a város művészeinek, hogy e megbízatás révén a hazai és a külföldi közönség előtt bizonyítsák tehetségüket. Ez nem csak művészeti, hanem politikai kérdés is volt, hiszen az építkezést felügyelő bizottság arra törekedett, hogy az építkezésen csak magyarok dolgozzanak. Ez történt 1878-ban is, amikor napirendre került a belső dekoráció készítőjének kiválasztása.
Mivel az Operaház a főváros legreprezentatívabb szórakozóhelyének készült, a bizottság, Podmaniczky Frigyessel és Ybl Miklóssal az élen, különös gondossággal dolgozták ki a díszítések tervét. A vázlatok elbírálásában az Országos Magyar Képzőművészeti Társulat is részt vett. A téma kigondolója ismeretlen, de valószínűleg sok mindenben Podmaniczky szava döntött, hiszen feljegyzéseiben is utal arra, hogy a mitológiai tematikát ő határozta meg. Az alapötlet valószínűleg a párizsi és a bécsi operaházak mintájára született.
Az Operaház belső díszítéseinek kivitelezésére Scholtz Róbertet kérték fel. Az eredeti díszítőfestésnek ma csak töredéke látszik, mivel az alkalmazott kazeintempera 30–40 év alatt tönkrement. Az újrafestést az eredeti mintákat figyelembe véve állították helyre. A díszítményeket többször felújították, így 1903-ban, 1912-ben, a második világháború után, de a legjelentősebb az 1984-es helyreállítás volt. Az eredeti falfestés a büfé mennyezetének egy részén és a királylépcső földszintjén maradt fenn a legjobb állapotban. A díszítés 1880-tól 1884-ig több lépcsőben készült el: legkorábban készültek el a párkányszobrok és velük egyidejűleg az ornamentika. A falképek festése 1881-től a megnyitásig, 1884 szeptemberéig több helyiségben egyszerre, párhuzamosan haladt.
Az Operaház belső falfestéseinek megvalósításával Than Mórt és Lotz Károlyt bízták meg, akik a bécsi Staatsoper mintájára átfogó programot gondoltak ki, amelynek központi mondanivalója a zene dicsőítése, allegorikus és filozófiai jelentéstartalma azonban sokkal átfogóbb és kigondoltabb. A program alapötletére hatott Nietzsche 1871-ben megjelent kultúrfilozófiai–esztétikai tanulmánya, a Die Geburt der Tragödie is, amelyben a filozófus szerint az emberi lényegnek az antikvitásban gyökerező kettéválasztása, az emberi létezés apollóni humanizmus és a dionüszoszi ösztönös élet ellentéte egyben a zene elementáris, felemelő vagy kárhozatba taszító hatásának szimbóluma is.

### A homlokzat

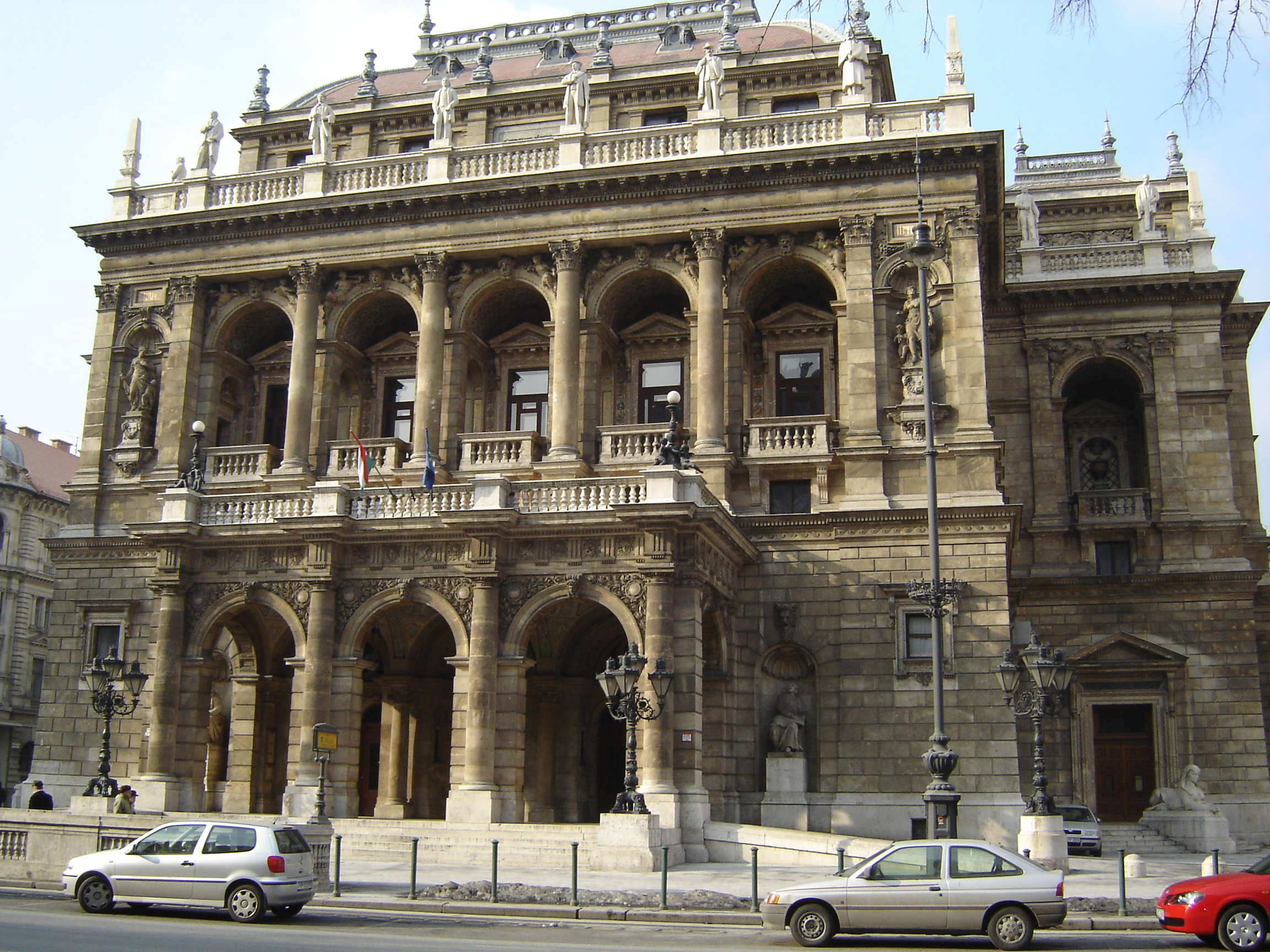
Az Operaház főhomlokzata

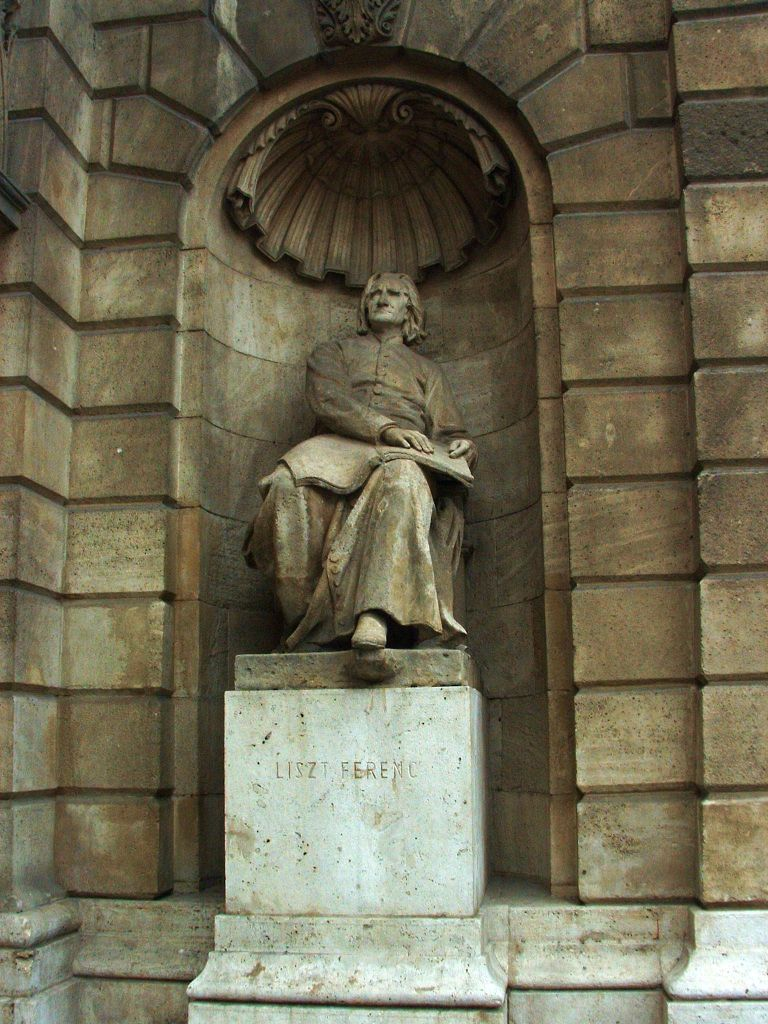
Liszt Ferenc szobra a homlokzaton

A homlokzat dekorációjának tervezésében Ybl Miklós munkáját Schickedanz Albert segítette, valamint Schmal Henrik, az Operaház építésvezetője. A homlokzat legfeltűnőbb eleme a két, Strobl Alajos által, carrarai márványból faragott egyiptomi szfinx az oldalbejáratok mellett: karmaik között maszkot és babérkoszorút tartanak. A főbejárat mellett Liszt Ferenc és Erkel Ferenc nagyméretű szobra áll. Ezeket szintén Strobl faragta. Felettük, a kiugró terasz sarkain, két-két szárnyas bronzputtó tart világítótesteket. A foyer ablakai előtti árkádok két oldala fülkéiben négy múzsaszobor áll: Erató és Terpszikhoré (mindkettő a bécsi Leo Fessler alkotása), Thaleia (Donáth Gyula műve) valamint Melpomené (Brestyánszky Béla alkotása).
A homlokzatot balusztrádos főpárkány koronázza, tizenhat zeneszerző eredetileg sóskúti, ma süttői mészkőszobrával: Donáth Gyula alkotása Arezzói Guidó, Giovanni Battista Pergolesi és Orlande de Lassus szobra; Kis György alkotta meg Giovanni Pierluigi da Palestrina és Jacopo Peri szobrát, Brestyánszky Béla pedig Carl Maria von Weber, Gioachino Rossini és Jean-Baptiste Lully alakját formázta meg; Szász Gyula Christoph Willibald Gluckot, Giacomo Meyerbeert és Wolfgang Amadeus Mozartot; Strobl Alajos Luigi Cherubini és Gaspare Spontini figuráját nyerte el a pályázaton; Huszár Adolf Ludwig van Beethoven, Joseph Haydn és Richard Wagner képmását készítette el. Az eredeti szobrok az 1930-as évekre elporladtak, és hogy elkerüljék a baleseteket, a többit leszedték. Pótlásuk csak 1965-ben történt meg, ekkor cserékre is sor került. Ma a következő szobrok láthatók (balról jobbra): Claudio Monteverdi (Ispánki József), Alessandro Scarlatti és Christoph Willibald Gluck (Győry Dezső), Wolfgang Amadeus Mozart és Ludwig van Beethoven (Marton László), Gioachino Rossini és Gaetano Donizetti (Tar István), Mihail Ivanovics Glinka és Richard Wagner (Mikus Sándor), Giuseppe Verdi és Charles Gounod (Pátzay Pál), Georges Bizet és Modeszt Petrovics Muszorgszkij (Váradi Sándor), Pjotr Iljics Csajkovszkij és Stanisław Moniuszko (Antal Károly), majd Bedřich Smetana (Ispánki József).
A foyer előtti galéria félköríves nyílásai fölött az épület funkciójára utaló, nagyméretű korai barokk stílusú szoborpár-sorozat látható. A Dalszínház utcai részen Pán, Dionüszosz, Poszeidón és Hermész, a Hajós utca felől Orpheusz, egy bacchánsnő, egy erünnisz és egy sípon játszó szatír áll. Középen a hangszeres zene, a lélek, a diadalmas zene, a hír, az ihlet által lelkesített költészetet és a költészet hatalmát ábrázoló allegorikus szobrok állnak.
A homlokzati galéria színes majolikadíszeit Marschenke Vilmos alkotta meg. Hatszögű kazettákkal borította a boltíveket, kétoldalt pedig egy-egy fülkét alakított ki, függélyes tengelyű trófeumokkal és hangszerekkel összefont virágfüzérekkel közrefogva, amelyek minden balkonajtó mellett ismétlődnek. A majolikafülkék mélyedéseiben hatalmas kagyló formálódik ki, fölötte náddal koszorúzott faunfej, közepükben pedig óriási vázák állnak, füzérdíszekkel, kosfejjel ékesítve.
A kocsifelhajtó hármas boltívének és az emeleti árkádok szürke–fekete–fehér szín-összeállítású sgraffitói (bekarcolt díszei) Scholtz Róbert műhelyéből származnak. A kocsifeljárót négy hatalmas lámpaoszlop díszíti. Az oldalhomlokzatok mészkőből faragott kiugró bejáratait a főbejáratéhoz hasonló sgraffitók díszítik.

### Az előcsarnok

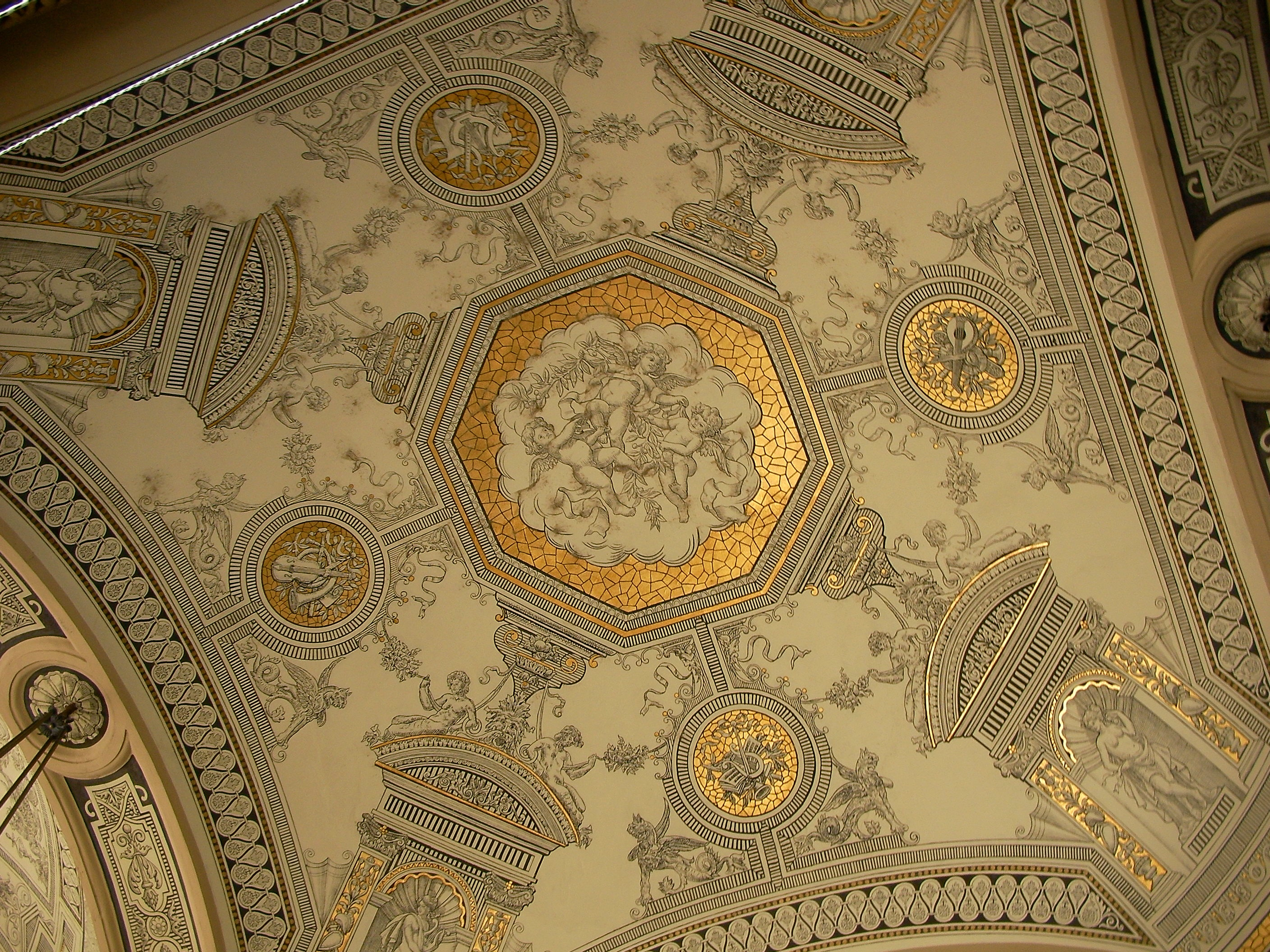
Ornamentika az előcsarnok mennyezetén

Az előcsarnok színvilágát különféle színű nemes márványok határozzák meg, a ragyogó máj színű falak, a sötétszürke-fehér oszlopszékek, a fehér fejezetű és lábazatú, fekete-szürke erezetű oszlopok. Az anyagot Olaszországból hozták, megmunkálását pedig Seenger Béla, híres pesti építész végezte. Az előcsarnok pompáját részben az aranyozott dongaboltozatának köszönheti. A padlót fekete-fehér mintázatú mozaik borítja, amelyet az olasz Luigi Depel készített. Az előcsarnok két oldalán óriási bronzmedencék állnak, kosfejekkel díszítve.
Az előcsarnok dekorációja követi a főhomlokzat vezérgondolatát: az európai és magyar zene kapcsolatának ábrázolását. A bejárat fölötti négy kör alakú dombormű négy híres zeneszerző portréját ábrázolja: Johann Nepomuk Hummel, Mosonyi Mihály, Doppler Ferenc, Goldmark Károly. Ezeket Szécsi Antal készítette. A főbejáratot egy aranyozott lant díszíti. Vele szemben egy fehér márványból készült ajtó vezet a ruhatárba.
Az előcsarnok mennyezetének aranyozott keretű kazettáiba Székely Bertalan a kilenc múzsát festette meg, velük indul az operai falképciklus. A múzsák Apollón kísérői, a művészetek és a tudományok ihletői, akik énekelve vonulnak az Olümposzra, az istenek gyönyörködtetésére. A múzsák keretét adó négy- és nyolcszögű kazettákat T alakú mezőkbe komponált puttók kísérik. A figurákat erős kék háttér és repkedő drapériák veszik körül.

### A díszlépcső

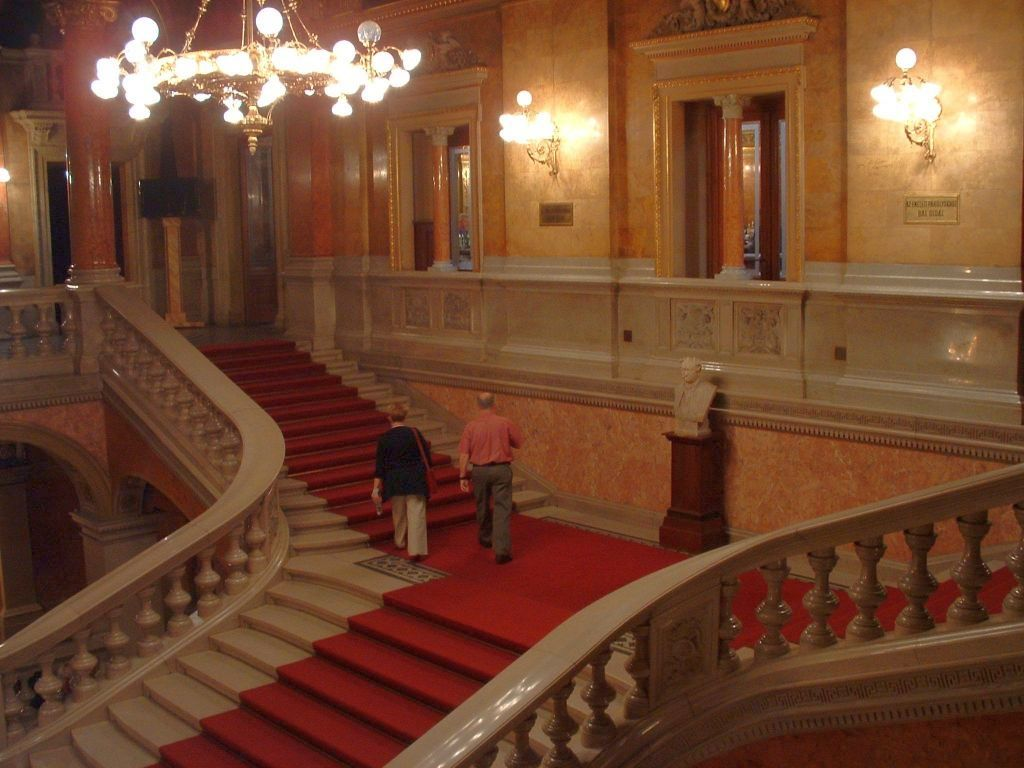
A díszlépcső

A díszlépcső falait márványból készült bábos lépcsőkorlátok kísérik, reneszánsz reliefekkel ékesítve. Az első emelet fölötti okkerbarna erezetű stukkófal valaha olyan színű volt, mint a lenti részek. A festett műmárványon besárgult a lakkborítás, ami a különbséget okozza A műmárványok kiképzését Fink Péter és cége végezte.
A lépcsőház középpontját a harmadik pihenőn, a márványfal előtt elhelyezett, Strobl Alajos által megalkotott Erkel Ferenc portré képezi. Lejjebb, vele szemben egy Liszt Ferenc portré látható. Az első emeleten jobboldalt Telcs Ede Ybl Miklós márvány mellszobra, bal oldalon a Petri Lajos készítette Sándor Erzsi szobor áll.
Az ablakok feletti domborművek puttókat ábrázolnak, amelyek Apollón babérkoszorúját tartják. Ezeket a hármas nyílású árkádíveket két-két vörösmárvány oszlop tartja, volutáikban maszkokkal. Az ívháromszögekben festett maszkok láthatók, a mennyezet alatt körbefutó aranyozott stukkófríz közé pedig híres operák címeit írták fel, plakettjüket szárnyas oroszlánok támasztják meg. A galérián három-három, fehér márványból faragott reneszánsz ajtónyílás áll, bábos korláttal díszítve. A galéria fiókos dongaboltozatára a földszinti átjáróéra emlékeztető ornamentális festés került. Középen egy bronz csillár hangsúlyozza a tér mélységét. A csillárokat és a karos lángtartókat kékesen áttetsző, virág formájú kobaltüveg burák díszítik. Az épületben található világítótestek – a nagy nézőtéri csillár kivételével – Zellerin Mátyás műhelyéből származnak.
A lépcsőház aranykazettás tükörmennyezetét Than Mór képei díszítik, amelyek témája a zene ébredésének és hatalmának bemutatása. Ezt Than három gondolatkörben fejti ki: Orpheusz zenéje segítségével legyőzi az alvilág, a sötétség, a halál erőit; Amphión éneke a mindennapi élet, az emberi munka szférájában uralkodik; Apollón és a múzsák által pedig minden alantas, vad természeti hatalmon győzedelmeskedik a tiszta harmónia. Than kilenc téglalap alakú, táblaképszerűen előadott festménye a tükörmennyezeten, hat lunettája a felső falszalagon foglal helyet, kiegészítve a lunetták közötti négy, Apollónt dicsőítő puttóval. A mennyezet jobb oldalán egy eszmélő nőalak a Zene ébredését ábrázolja, amint a Pegazuson érkező Költészet géniusza által ébresztve felserken. Kezével a Hermész által teknős-páncélból készített lantra támaszkodik. Vele átellenben egy szárnyas griff hátán repül Apollón, a pálmaágas Nikétől vezetve, a költészet megdicsőülését allegorizálva. A mennyezet két oldalán a hosszúkás téglalap alakú jelenetek egyike Tólosz ítéletét jeleníti meg arany hátterű kompozíción. A csillár körül egy összefüggő kép Hérát, Hadészt, Zeuszt és Poszeidónt ábrázolja puttók formájában. A négy sarokkompozíció éneklő és zenélő gyerkőcöket ábrázol. A falszalag lunettáiban, a bal oldali hármas képsor elején, Orpheusz látható az alvilág bejáratánál, amint lantjának szavára megszelídül a bejáratot őrző Kerberosz. A második képen Orpheusz zenéjével lenyűgözi az alvilág hatalmasságait és felhozza halott feleségét, Eurüdikét az árnyak birodalmából. A harmadik képen pedig Orpheusz halála van ábrázolva. Az átellenes oldal lunettái Amphión történetét ábrázolják. Először egy legelőn láthatók, ahol bátyjától, Hermésztől ugyanolyan lantot kap, mint Apollón. A középső lunettán a mítosz kulcsmozzanata: ikertestvérével, Zétosszal Thébában a város falait építi. Than az utolsó lunettán Amphión szobrának megkoszorúzását ábrázolja. A díszlépcsőházban Than képeihez Lotz Károly két lunettája csatlakozik a büfébejáratok felett: az Építészet és a Képzőművészet allegóriája.

### A foyer
Az első emeleti foyer hatalmas, egyterű, dongaboltozatos helyiség, dús aranyozással, barna-okker műmárvány falakkal. Két bejárat nyílik rá a lépcsőházból, ezeket Lotz Károly képei díszítik belül pedig olasz márvány oszlopok. A kompozitfejes oszlopok szüretelő puttókat ábrázoló reliefekkel díszített kiugró tagozatokat tartanak, rajtuk négy stukkószobor: a bal oldalon egy szfinxen lovagoló, fuvolázó fiúcska, vele szemben egy másik, aki oroszlánon ül és lantot penget. A jobb oldali két csoport: sellőn ülő puttó, kezében boroscsészével és egy kecskelábú szatírgyerek tigrisen, hónaljában dudával. Ezek mind tudatosan megalkotott dionüszoszi jelképek, amelyek a terem célját (ma a büfé) hangsúlyozzák ki. A mennyezet táblaképszerű kompozícióin kétoldalt Dionüszosz születése és neveltetése, középen pedig diadalmenete látható. A középső diadalmeneten a repkénykoszorús isten Ariadnéval ül aranyozott szekerén, amelyet két tigrise vontat. Előttük Erósz halad, körülöttük bacchánsnők, szatírok serege. Az oldalfalakat tizenkét táncoló puttó díszíti. A mennyezet kompozícióinak és az oldalfalak festményeinek alkotója Vastagh György volt. Az oldalfalak kilenc festményét Feszty Árpád készítette. Ezek különféle hangokat jelképeznek: kagylóbúgás, madárdal, patakcsörgedezés, nimfák tánca, a faun zenéje, viharzúgás, Szapphó zenéje, visszhang, csigakürt.
A foyer része a dohányzó. Tölgyfaburkolatát Ybl Miklós tervezte, a kivitelezést, mint az Operaház legtöbb asztalosmunkáját is, Neuschloss Ödön és Marcell cége, valamint Thék Endre végezte. A tölgyfaburkolatot damaszt kárpit egészíti ki. Ezeket az egykor híres pesti kárpitosműhelyek a Kramer, a Hoffmann és a Kozilek cég készítették, de az idők során tönkrementek így 1984-ben kicserélték őket.

### A nézőtér

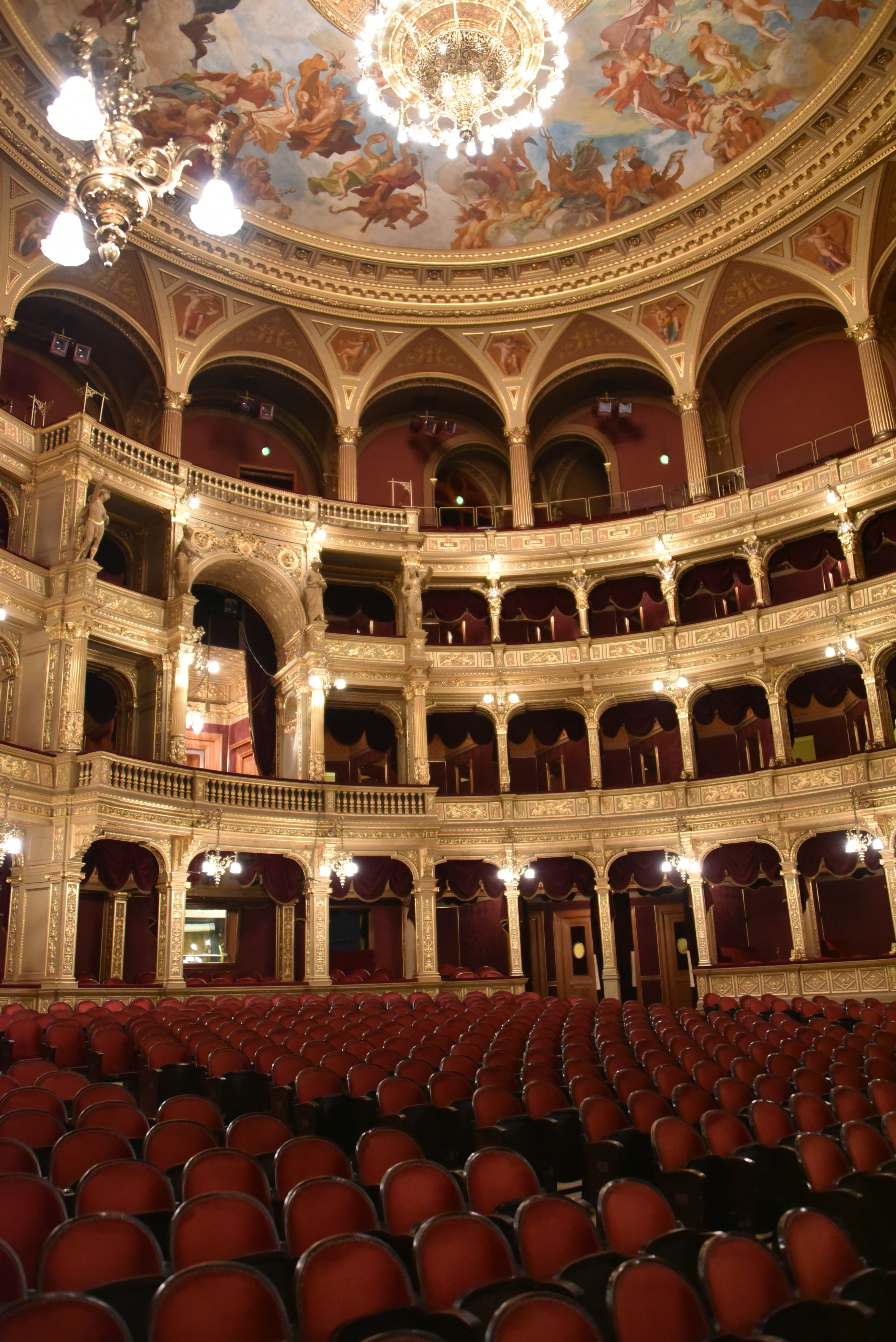
A nézőtér

A nézőtér patkó alakú, négy egymás fölött hátralépő páholysorból áll. Az eredetitől annyiban tér el, hogy az egykori légszesz helyett 1895-ben bevezették a villanyvilágítást, valamint az 1950-es években az aranyzöld bársony függönyt meggypirosra cserélték, összhangban a széksorok és páholyok színével, valamint a csillárt három méterrel feljebb húzták, így nem lóg már be a nézőtérbe. A többi építészeti és dekorációs elem az eredeti, amelyet Ybl Miklós határozott meg.
A páholysorokat aranyozott mellvédek és könyöklők díszítik. A földszinti mellvédet apró maszkok és pelikánok, az első emeletit maszkot tartó puttók, a második emeletit puttók hangszerekkel, a harmadik emeleti mellvédet pedig operacímek díszítik. A páholykönyöklőket aranyozott cinköntvény groteszk figurák díszítik, amelyeket Strobl Alajos készített. A harmadik emelet kihajló karzatán ércből öntött, aranyozott virággyümölcs füzérdíszek függnek. A páholysorok közepén, az első emeleten áll a három részes királyi díszpáholy. A két szintnyi magasságot átfogó páholy oldalain, a kíséreti páholyok fölött Donáth Gyula négy allegorikus szobra áll: a tenor, a szoprán, az alt és a basszus hangnemeket szimbolizálva. A proscenium-páholyok félkörívű nyílásai fölötti ívmezőkben a négy sarkalatos erény aranyozott stukkószobra, a Mértékletesség, az Igazság, a Bölcsesség és az Erő látható. Az oszlopszékeket zenélő puttókat ábrázoló domborművek díszítik.
A kupolát az emeletek felett korinthoszi oszlopokon nyugvó ívek tartják. Hatszögletű mezőiket egy-egy zenélő puttót ábrázoló festmény díszíti. A nézőtér festészeti munkálatait szinte teljes egészében Lotz Károly végezte. Néhány alkotás (a proscenium-páholy feletti allegóriák és a medallionok melletti aktok) Jakobey Károly művei.
Az előszíntér triptichonját a Zene és a Tánc allegorikus festménye díszíti, valamint középen a zenét és költészetet jelképező puttóktól körülvéve a Művészet géniuszát. A kupola mellett két, ugyancsak arany alapú medallion látható, amelyeken Lotz a Hírt és a Dicsőséget egy alaktól vezetett Pegazussal és egy griffen repülő figurával jelképezi.

#### A Zene megdicsőülése

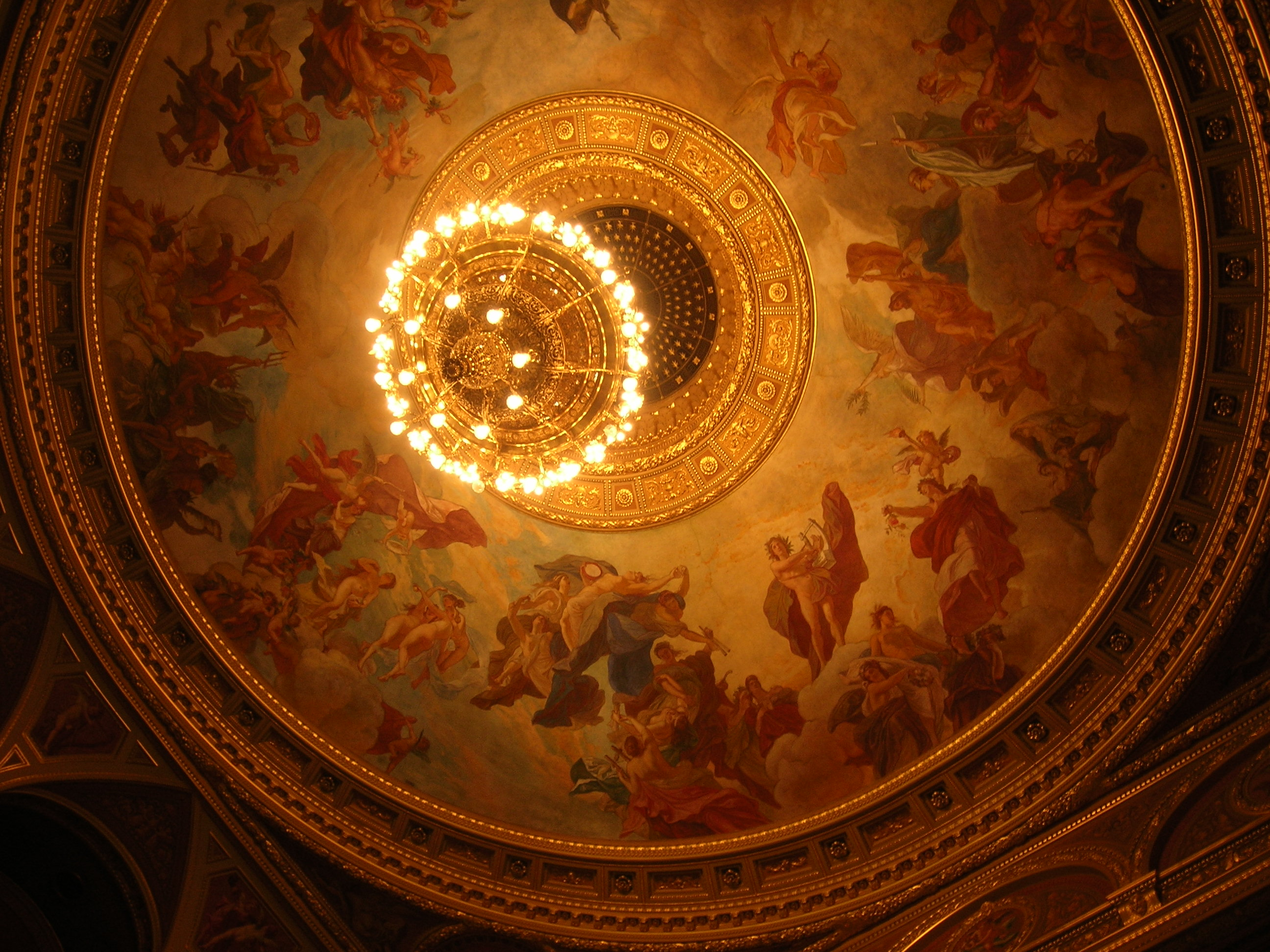
A Zene megdicsőülése

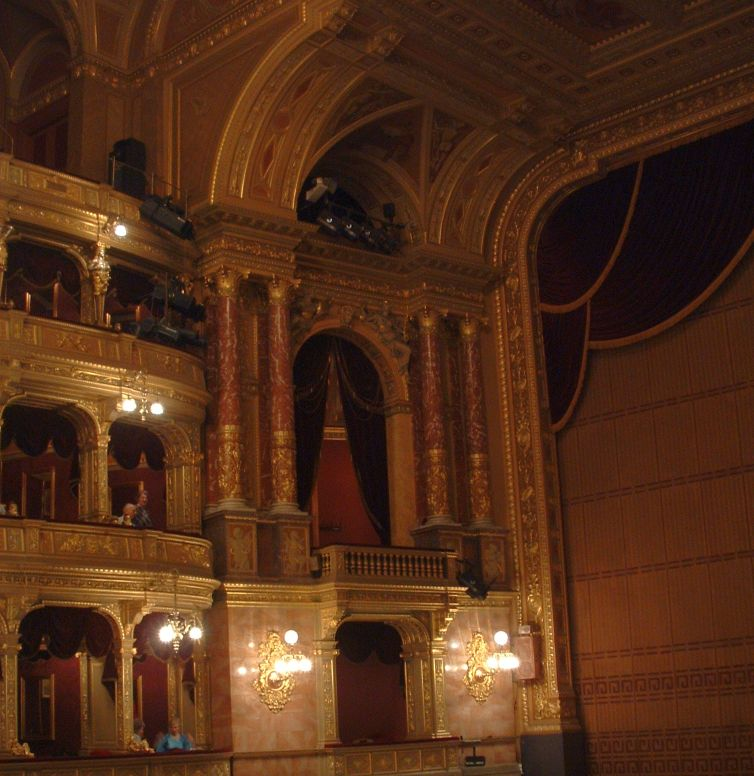
Oldalpáholyok

A kupola főműve a magyar falképfestészet egyik kiemelkedő alkotása, A Zene megdicsőülése. A historizáló eklektikus stílusban készült mű enyhe lejtésű csonkakúp-palást alakú, amelynek sugara kb. 440 cm, a kör külső kerülete mintegy 45 méter. A kör alakú kompozíció az Olümposzt ábrázolja: a tizenkét főistent kíséretüktől körülvéve hat csoportra osztva, amint a felhők között megjelenve Apollón zenéjét hallgatják. Az istenek csak nagyjából felelnek meg a dodekatheonnak. Apollón, Zeusz, Aphrodité áll szemben Nüx, Dionüszosz és Poszeidón birodalmával. E két rész nem válik el élesen, hanem egymásba folyva, egymást áthatva, körben forogva jelenik meg. A kép kompozíciójának lényege az egyenletes, körkörös áramlás, amit a dekoratív vonalrajz biztosít. Az alakokat enyhe békaperspektívában festették, a középpont felé kisebbednek.
A kompozíció főalakja a felhőkön álló Apollón, mellette kétfelé tartó görbülő vonal mentén a múzsák és a hórák láthatók. Előttük Eósz (Auróra, a Hajnal) repül.
A második csoportban Zeusz, az Olümposz ura trónol, egy háromszög csúcsaként. Mellette Héra, az istenek királynéja ül, fölöttük a szárnyas Niké dicsőíti Apollónt. Zeusz lábainál a trójai pásztorfiú, Ganümédész, az istenek pohárnoka, hátrébb a másik italtöltögető, az ifjú Hébé látható párjával, Héraklésszal. Lenn a három nagy hatalmú földistennő alakja látható: Gaia, Démétér és Rheia. A csoport kiemelkedő alakja Pallasz Athéné, a bölcsesség istennője, mellette a furfangos Hermész, aki Apollón koncertjén a muzsika eszközének megteremtőjeként vesz részt. Lent Héphaisztosz, az ügyes kezű kovácsisten és egy homályos rendeltetésű nőalak sejlik fel. Jobbra Arész a háborúk istene látható. A Zeusz körüli istenek a zenére figyelő közönséget is jelképezik.
A következő csapat központi figurája Nüx, az éjszaka nagyhatalmú istennője. Őt az alvilág képviselői veszik körül: Hadész, az alvilág ura, aki éppen Perszephonét rabolja el, Nüx mellett pedig két fia, a híres ikerpár, Hüpnosz, az álom és Thanatosz, a halál képviseli az éjt. Felettük egy bagoly tart mélyszínű drapériát. Legalul a kígyóktól övezett erünniszek láthatók. Mindannyiuk fölött szintén egy hármas alakzat látható: az emberek életfonalával foglalatoskodó moirák. Tükhé, a sorsistennő társul hozzájuk, kezében a szerencse kerekével. Oldalt a holdsarlós Szeléné tart Dionüszosz csapata felé, elragadva egy puttótól a világosságot jelképező fáklyát.
A következő csapat Dionüszosz köré csoportosul. Bacchánsok, bacchánsnők, egy szatír, egy kentaur, rajta lovagoló mainasszal (bacchánsnővel) veszik körül, mind az érzékiség képviselői. A hagyomány szerint az a furcsa megoldás, hogy a női arcokat Lotz kissé erőltetetten eltakarja, annak eredménye, hogy a mester irtózott volna a szenvedélytől eltorzult, részeg női vonásokat megfesteni. Lent Dionüszosz nevelője, az öreg Szilénosz tűnik fel, kezében kantharosszal, részegen. A csapatot csengettyűt rázó puttó vezeti fölfelé.
Az ötödik csoportozat központi figurája Poszeidón, a tengerek ura. Lába alatt hatalmas víziállat, kezében szigonya. Mellette fekszik felesége, Amphitritét, a tengeri szörnyek gondviselője. Fenn áll a suttogó Zephürosz és a zúgó Boreász, az enyhe és a viharos tengeri szél. Körülöttük tritónok és néreidák, lanttal, csigakürttel, csörgődobbal, az áradó zenét érzékeltetve.
Az utolsó, hatodik csoport Aphrodité körül alakul. Aphrodité egy puttó által tartott tükörbe tekint, mellette az egymást átkaroló Erósz és Pszükhé, lejjebb virágkoszorús puttók sora látható. Aphrodité előtt a három Kharisz áll. Egyikük Erisz almáját nyújtja az istennőnek. A Khariszok – a kört bezárva – vezetnek vissza Apollón múzsacsapatához.
A 19. századi eklektika fontos ismertetőjegyei a figurák szembeállítása (például Pallasz Athéné és Aphrodité, a múzsák és a bacchánsnők, Írisz és Zephürosz stb.). Ugyancsak erre a stílusra vall a hármas, vagy hárommal osztható csoportok kialakítása. A kép színvilága világos, de nem rikító, nincsenek túlzott kontrasztok benne. Alapja a pasztell égbolt, a figurák és az őket díszítő drapériák mind meleg árnyalatúak.

#### A nagycsillár

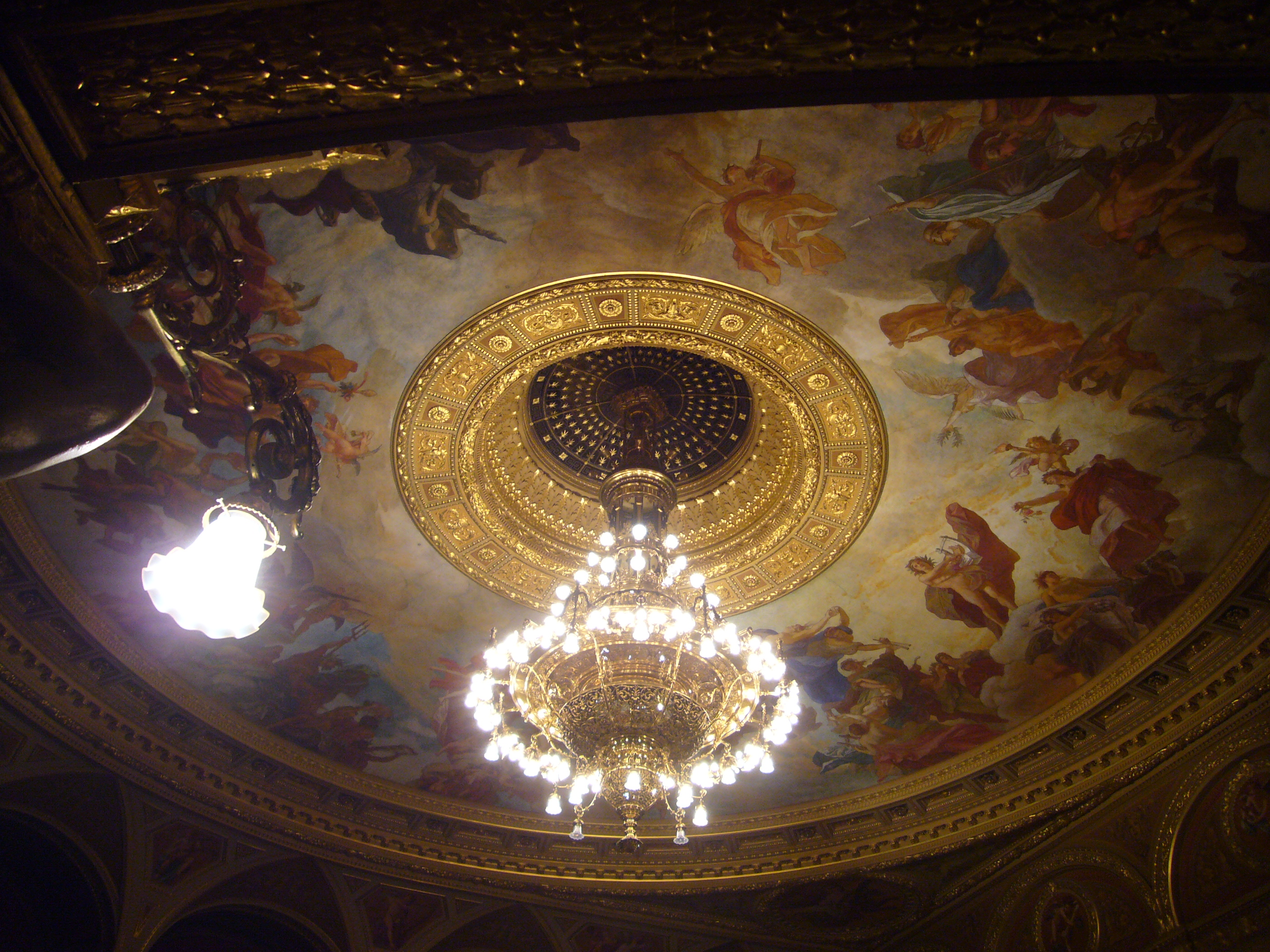
A nagycsillár

A nézőtér nagycsillárját Mainzban készítették, és 1884 nyarán szerelték fel a nézőtér mennyezetének közepén található füstelvezető szellőzőkürtőbe. Két acél sodronykötél tartja. Kézi csörlők segítségével a földszintig leengedhető, ez teszi lehetővé karbantartását. Teljes leengedéséhez majdnem 25 perc szükséges, felemelése viszont kétszer annyi időbe telik, mert ügyelni kell, hogy a csillár ne forduljon el tengelye körül. Eredetileg 500 gázláng égett rajta, amelyeket elektromos indukciós módon gyújtottak meg. Az előadások alatt nem lehetett teljesen kioltani a gázvilágítás sajátosságai miatt, ezért a nézők félhomályban nézték az előadást. A nagy hőkibocsátás miatt a mainál három méterrel lejjebb lógott. 1895-ben bevezették az elektromos világítást. Az addigi lámpatesteket és csillárokat átszerelték, elektromos hálózatot építettek, hálózati berendezéseket telepítettek. 1980-ig javításokat és átalakításokat csak az évtizedek alatt megváltozott feszültség miatt kezdeményeztek, de az 1980 és 1984 közötti rekonstrukció alatt a csillárt teljesen szétszerelték és felújították. A csillártestből kiszerelték a régi gázcsöveket, teljes tömege ezáltal mintegy 900 kilogrammal csökkent. A 2,1 tonnás csilláron jelenleg 220 darab fényforrás működik.

### Az udvari reprezentáció termei
Az Operaházban az uralkodó számára külön helyiségek épültek. A Dalszínház utca felől egy különbejáraton át egy előcsarnok (benne a királylépcsővel) közelíthető meg. Ennek padlóját fehér-sárga-fekete márványok borítják, berendezését reneszánsz mintákkal tarkított, tölgyfából faragott padok képezik. A mennyezet ornamentikája itt a legszebb, legjavát a Scholtz-műhely készítette. A boltívek lunettáit Kovács Mihály festményei díszítik, amelyek zenélő puttókat ábrázolnak, kezükben az ismert hangszerek mellett történelmi vagy népi zeneszerszámokat tartva. A bejárat bal oldalán, a tükör fölött a legnagyobb méretű kompozíció díjkiosztást formáz.
Az előcsarnok közepétől indul az egykarú királylépcső, fiókos dongaboltozat alatt. A lépcső alján két pajzsos, bronzból öntött apródszobor Bezerédi Gyula alkotása. A lépcsősor tetején található az emeleti galéria. Az itt végződő lépcső nyílását sárga nemesmárvány bábos korlát veszi körül, nyolc felmagasodó, fehér- és vörösmárvány oszloppal díszítve. A lépcső feletti dongaboltozat és a galéria mennyezete világos vajszínű, gazdagon díszített arabeszkekkel. A galériát továbbá Aggházy Gyula egyszínű lunetta-sorozata díszíti körben a mennyezet alatt, eszményi tájképeket ábrázolva. Ma ebben a teremben találhatók az Operaház emlékmúzeumának kiállításai.

### A királyi szalon

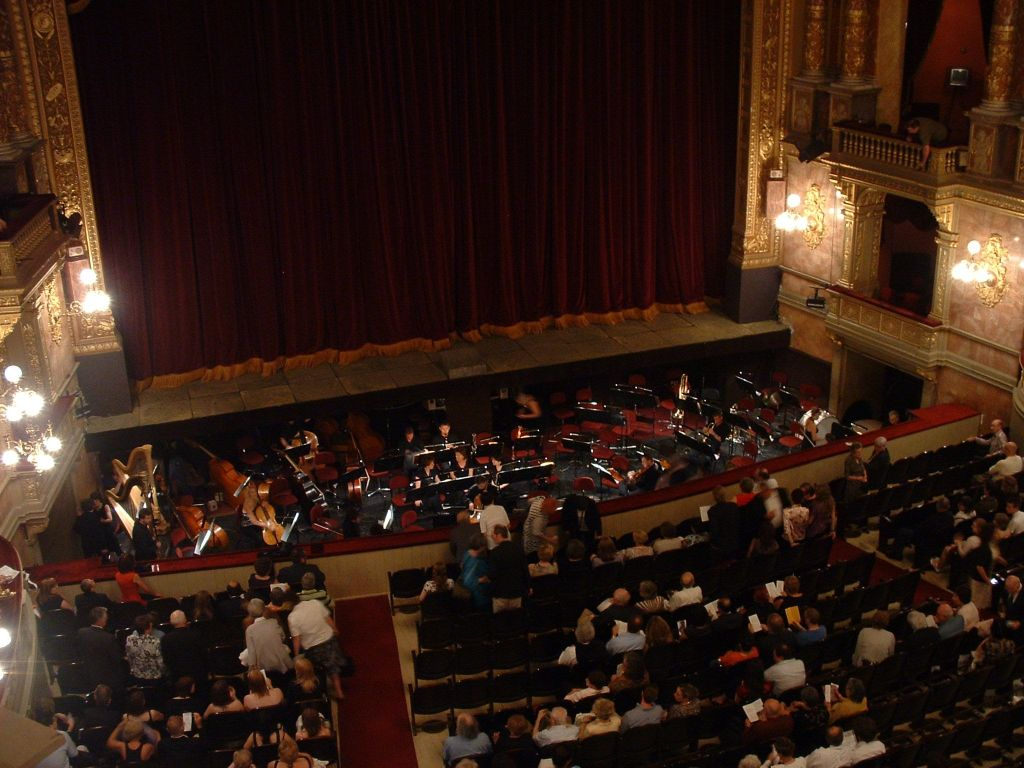
A zenekari árok

A díszpáholy mögött a királyi szalon következik. A dongaboltozatos mennyezet alatt világos stukkórelief fut körül, fölötte a mennyezet kazettáiban szövetmustrával díszített felületek váltakoznak Than Mór második mitológiai sorozatának jeleneteivel. A két szemben álló függőleges falsíkon a Hajnal és az Éj jelenik meg. Az elsőn Eósz lebegő alakja rózsákat hint, előtte a sötétséget oszlató fáklyás puttó, vele szemben az Éj látható Artemiszként, egyik kezében íjával, másik kezével hátranyúl, hogy egy nyílvesszőt húzzon elő. A tunikás istennő felhőkön ül, háta mögött szerelmese, az örökké alvó Endümión.
A mennyezet három középső kompozíciója a szépséget és a szerelmet ábrázolja. Baloldalt a khariszok hármas csoportja látható (a három összetartozó istennő az összhangzatot szimbolizálja), jobboldalt Erósz és Pszükhé (kapcsolatuk a harmónia szimbóluma), míg középen Parisz ítélete, ami a szépség előtti hódolatot jelképezi.

### A Székely-terem
A bal oldali proscenium-páholy szalonja Székely Bertalan nevét viseli, aki a termet díszítő freskót festette. A téglalap alakú helyiséget a királylépcső felől egy gazdagon díszített tölgyfaajtón keresztül lehet megközelíteni, amelyet a teremben egy-egy faragott féloszlop keretez, rajta gyümölcsök, virágok, groteszkek faragványaival. A bejárattal szemben egy fából faragott kandalló áll. A kandalló két oldalán Bartók Béla és Kodály Zoltán szoborportréja áll, ezek Pátzay Pál alkotásai. A mennyezet geometrikus beosztású tölgyfa, finoman aranyozva, két historizáló bronzcsillárral. A terem fő dísze Székely Bertalan A négy évszak című, meztelen puttókat ábrázoló, a mennyezet alatt körülfutó falkép-fríze.
A kompozíció első szakasza a tél világáé. A terem ablakai feletti képen havas, éjszakai tájban rőzsehordó gyerekcsapat és a Tűz elemére utaló vörösen lángoló tűzrakás, majd lapuló őz, és a már tavaszodó részeken vadászok láthatók. A kandalló fölött a Levegő elemét idéző derülten kék tavaszi ég alatt virágzó orgonák közt körjátékot játszó, bárányokkal foglalatoskodó gyermekek. A páholyba vezető ajtó oldalán Székely a nyarat ábrázolta a Víz elemével és a déllel társítva. Idilli tájban alvó gyerekek láthatók, nádas és egy tóban fürdő csoport, hattyúkkal, szivárvánnyal és dinnyeevőkkel. A bejárat feletti kompozíció az őszé, a Földé és az alkonyaté. A puttók szőlőt csavarnak, kelyhekből isszák a levét, sárguló lomboktól körülvéve. A szalagok között sorrendiség nincs, örök körforgásként folynak össze, eléjük és végük a következő periódusokhoz kapcsolódik.

## Az intézmény története

### Kezdetek

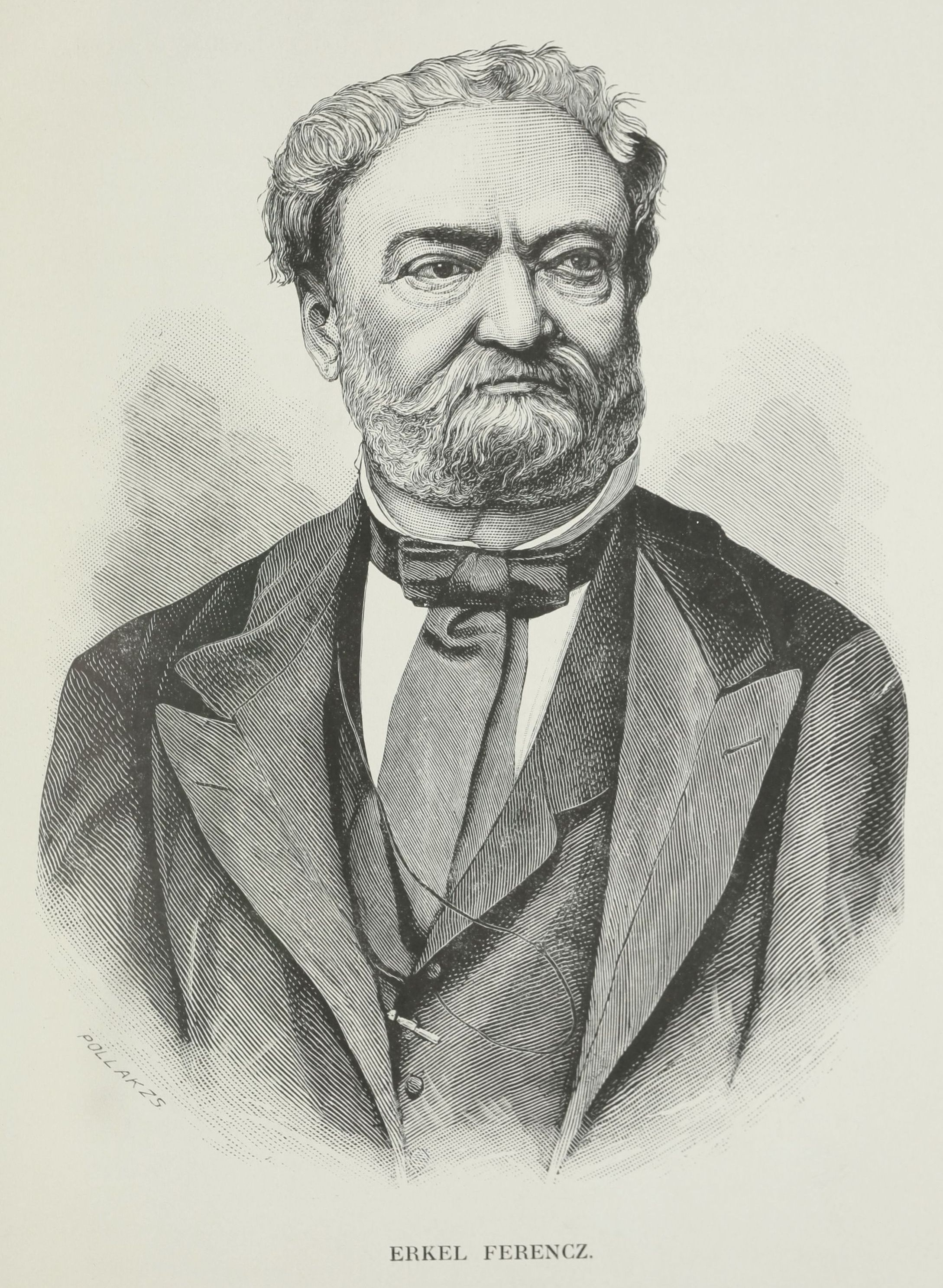
Erkel Ferenc

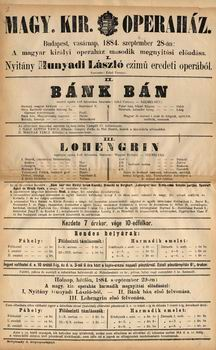
Az Operaház második előadásának plakátja

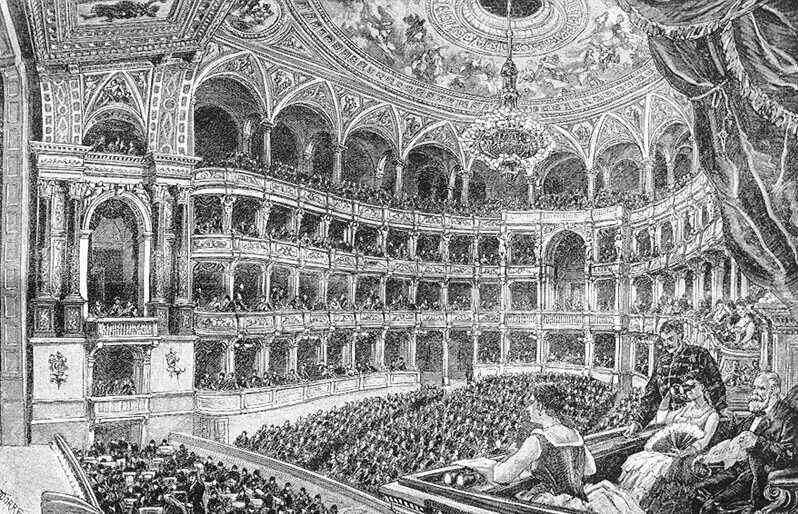
Az Operaház nézőtere 1894-ben

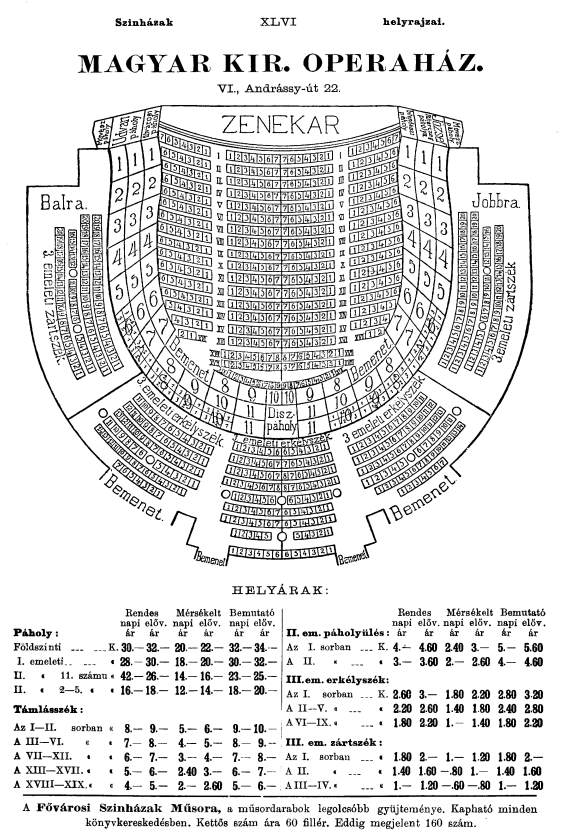
Ülések kiosztása és helyárak 1907-ben

„A dal és zene díszes csarnoka” (ahogyan a Vasárnapi Ujság nevezte) 1884. szeptember 27-én nyílt meg I. Ferenc József jelenlétében. Az előadás a Bánk bán nyitányával kezdődött. A zenekart Erkel Ferenc vezette. Ezt követte a Hunyadi László nyitánya, majd Erkel Sándor vezénylete alatt a Lohengrin első felvonása. Közben a tömeg, amelynek látványosság-igényét az előkelőségek és az udvar bevonulása nem elégítette ki, áttörte a rendőrkordont és ellepte az előcsarnokot, és nem kis időbe tellett, míg az intendáns és a sebtében hívott erősítés kiürítette az épületet. Egyes vélemények szerint Thaisz Elek budapesti rendőrfőkapitány kevéssel később e botrány miatt kényszerült lemondani.
Az intézmény főzeneigazgatója Erkel Ferenc volt. A megnyitás utáni években az Operaház folyamatosan a sajtó kereszttüzében állt, az intézményt sújtó pénzügyi, művészetpolitikai és közönségválsági problémái miatt. Az állandó válság okát abban látták, hogy Pest városának nem volt még elegendően nagy közönsége az intézmény fenntartásához. A látogatottság természetesen hullámzó volt. Ha új igazgató vagy intendáns jött, a közönség egy ideig sűrűbben látogatta, aztán kíváncsisága lanyhult, szinte függetlenül a művészi teljesítmény színvonalától. A kortársak a nemzeti színházi aranykorral összevetve is alacsonynak ítélték a látogatottságot (az 1880-as években az évi alig 200 előadás mellett a kihasználtság 60% körül mozgott). Az intézmény rossz pénzügyi helyzetét státusza okozta, hiszen nem volt sem tulajdonképpeni udvari operaház (azaz, hogy a császári udvar teljes pénzügyi támogatását élvezze), sem pedig önfenntartó városi színház. Létrejöttét tulajdonképpen nem a császár, sem pedig a társadalmi igények, hanem inkább az új magyar birodalmi reprezentáció vágyának köszönhette. Emiatt pénzügyi támogatását is három pillérre helyezték: költségeinek egyharmadát az udvar fedezte, egyharmadát a színház bevételként termelte ki, míg harmadát a magyar Országgyűlés fedezte. A magyar állam azonban elképedve vette észre, hogy az Operaház fenntartása igen költséges, így a költségvetést kezdetben nagymértékben visszafaragta. Csak 1890-re stabilizálódott a helyzet, ekkor kapta meg az államtól az évi 700 000 forintos működési költségeinek teljes egyharmadát. Az Országgyűlés eme álláspontjának oka az volt, hogy sokkal nagyobb arányban várta el a közönségtől a színház támogatását, mint amire az képes vagy hajlandó volt. A bérletrendszer, valamint a magas helyárak miatt az intézmény elsősorban az arisztokrácia számára volt elérhető, később, Budapest fejlődésével az újonnan kialakult „új arisztokrácia”, azaz a pénzvilág képviselőinek körében is egyre népszerűbb lett. A dzsentri- és a hivatalnokréteg (amelynek kulturális felvevőereje kicsiny volt) azonban megmaradt a Nemzeti Színház és Népszínház mellett.
Az Operaház közönségének ez a jellegzetes összetétele ürügyül szolgált a politikai antiszemitizmus számára is – az 1887-es költségvetési vitán az egyik képviselő feleslegesnek mondta, hogy a fővárosi gazdag zsidók kedvéért az állam százezres szubvenciót adjon az Operának. Az alacsonyabb társadalmi rétegeket az sem vonzotta, hogy kedvezményes helyeket alakítottak ki számukra. A szociális helyzet 1911-re változott meg, és a közönség fokozott érdeklődésének bizonyítéka a Népopera megnyitása, amelyben népszerű és olcsó előadásokat rendeztek. Azonban ez a vállalkozás 1914-re csődbe ment, bizonyítva azt, hogy állami szubvenció nélkül lehetetlen operai vállalkozást fenntartani.
Szociális problémái az Operaháznak nemcsak a nézőtéren voltak, hanem az együttesben is. Az Operaház kezdeti nehézségeit az is okozta, hogy nem rendelkezett megfelelő előadói bázissal, legalábbis ami az énekeseket illeti. A kezdeti években a legünnepeltebb magyar énekesek léptek fel színpadán: Ney Dávid, Kőszeghy Károly, Hegedűs Ferenc, Bignio Lajos, Ódry Lehel, Hajós Zsigmond, Gassi Ferenc, Pauli Richárd, Saxlehner Emma, Fleissig Mariska, Reich Irma, Risley Leila, Komáromy Mariska, Maleczkyné Ellinger Jozefa. A társulat 34 magánénekessel, 81 tagú kórussal, 75 tagú zenekarral nyitott. Az énekesek gyenge színvonaláért a Zeneakadémián zajló alacsony szintű énekoktatás is felelős volt, illetve az a tény, hogy a jobb énekesek közül – aki tehette – külföldi társulatokhoz szerződött. A vállalt műsor teljesítése érdekében vendégművészeket kellett hívni, ami viszont nagyon megterhelte a színház költségvetését (Turolla Emma, Gemma Bellincioni, Maria Wilt, Lilli Lehmann, Sigrid Arnoldson stb.).
Az Operaház kezdeti válságának megoldását a közvélemény az igazgatástól várta. A Zenelap írta 1896-ban: „az Operával szemben a legkülönbözőbb ellentétes igényeket támasztják, amelyeknek kielégítésére nincs mód; hogy ezeket mégis kielégíthesse, az Opera fűhöz-fához kapkod. A vége mindig intendánsválság, ideiglenes kormánybiztos kinevezése, intendáns helyettes kinevezése, állandó kormánybiztos kinevezése, állandó intendáns kinevezése. Csupa személyi momentumok, melyek magára az intézetre ki nem hatnak.”
Az állami színházak élén közös intendáns és külön-külön igazgató állott. Az intendáns adminisztratív, gazdasági, illetve politikai irányító funkciót látott el. Podmaniczky Frigyes, aki majd 11 évig volt az állami szinházak intendánsa, s másfél évvel az Operaház felavatása után korára való tekintettel felmentését kérte, a művészi igazgatásba nem szólt bele, a művészi teendőket Erkel Sándor intézte. Az Opera válsága Keglevich István első intendatúrája alatt öltött nagyobb méreteket, hiszen őt sem a közvélemény, sem pedig a muzsikus társadalom nem szívelte egyéniségének autokrata vonásai miatt. Ekkortól vált hagyománnyá a sajtó egyes köreiben, hogy az Opera minden bajáért egy személyben az intendánst tegyék felelőssé. Őt Beniczky Ferenc követte, akit azzal a megbízással neveztek ki kormánybiztosnak, hogy megvalósítsa a takarékossági terveket. Ő volt az, aki Erkel Sándor helyére Gustav Mahlert állította zeneigazgatónak.

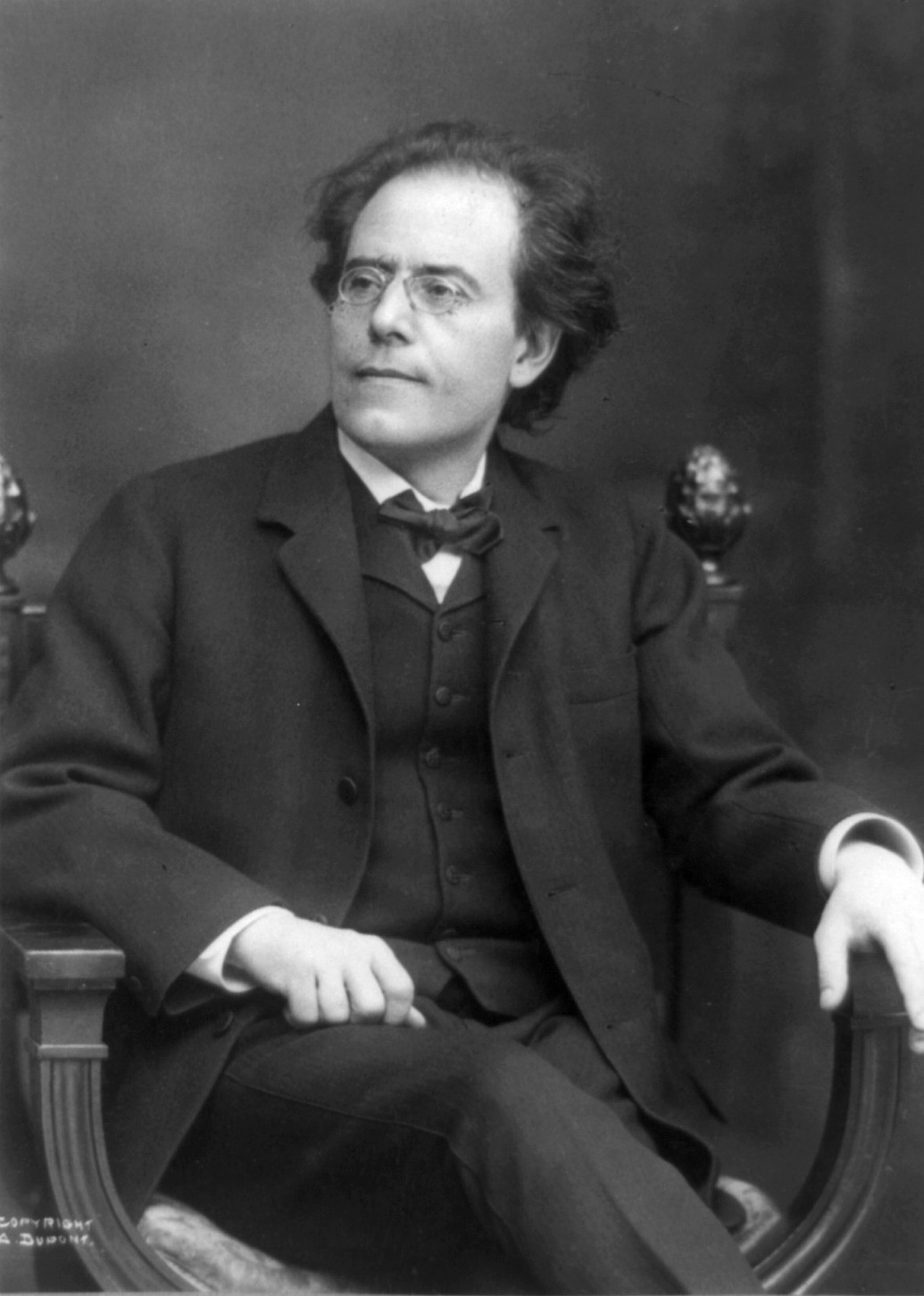
Gustav Mahler

A Mahler–Beniczky érának sikerült csökkentenie, sőt aktívumra fordítania az operai deficitet. Az együttes főleg ifjú magyar erők terén fejlődött; ugyanakkor a leépítések tenor- és primadonnaválságot okoztak. A vendégjátékok új tagok szerződtetését célozták ugyan, de a kapkodás látszatát keltették. Az anyagi takarékosság a díszletkészlet elhasználódásához vezetett. Rossz volt a hangulat a színházban, állandó ellen-kampány folyt Mahler ellen. Az előadások zenei színvonala azonban vitathatatlanul emelkedett, de ez nem csábította eléggé a közönséget a színházba, mert a bevételek csökkentek. Beniczkyt Zichy Géza váltotta. Mahlert Nikisch Artúr követte az igazgatói székben, később Zichy Gézát pedig Nopcsa Elek. Nopcsa korai távozását két, a sajtó által is széles körben taglalt botrány idézte elő: eltávolította Bartók Lajost a drámabírálói állásából, valamint összetűzött Müller Katica balerinával és Máder Rezső karnaggyal. Nopcsa hivatali idejének egyetlen jelentékeny momentuma a rendkívüli millenniumi szezon megszervezése volt. Huszár Kálmán egyéves kormánybiztossága megint közvetlen miniszteriális kormányzást jelentett, őt ismét Keglevich követte.
Keglevich ezután Mészáros Imrét neveztette ki igazgatónak és ezzel a lépéssel az igazgatástörténet egyik nagy botrányának magvát vetette el. Mészáros Imre, az egykori brácsás és zenekari bizalmi, kidolgozta a zenekar progresszív fizetési rendjét, amelynek fontos kiegészítője volt, hogy a zenekari tagok tízévi szolgálat után állandó szerződést kapnak. Ezt a rendszert de facto bevezette, mikor igazgató lett, Keglevich azonban, aki ellene szegült a zenészek követeléseinek, felfüggesztette a fizetésrendezést, és 1901. november 4-én felterjesztette a Belügyminisztériumnak elhatározását, hogy szabadságolja Mészárost, és Máder Rezső karnagyra bízza az ügyvezetést. Ám a zenekar sem hagyta annyiban: az új igazgató, Máder támogatásával közvetlenül a Belügyminisztériumhoz fordult. 1901 végén Széll Kálmán mind a zenekar, mind a kórus fizetését felemelte, tízévi szolgálat után mindkét testület tagjait véglegesítették. Keglevichnek ilyen körülmények között csak a kicsinyes bosszú lehetősége maradt – új meg új kifogásokkal élt az összeg elosztása ellen. Máder Rezső ugyan Keglevich ajánlatára lett operaigazgató, de Keglevich háttérbe szorulása, majd lemondása után ő lehetett az első igazgató, aki intendáns nélkül vezette az intézményt. 1902. szeptember 23-án Széll Kálmán belügyminiszteri rendeletben közölte, hogy nem tölti be az intendánsi állást, és a vezetést közvetlenül az igazgatóra bízza. Máder Rezsőt igazgatása alatt az Operaház anyagi és művészi szempontból egyaránt prosperált: gyorsan növekedett a látogatottság a századforduló mélypontjához képest, a kihasználtság átlagban 70%-os volt (ezáltal Budapest leglátogatottabb színháza volt), az operai együttes oly mértékben megerősödött, hogy a várható nagy szériákra eleve két szereposztással tudott felkészülni.
1907-ben, miután az Operaház átkerült a Belügyminisztériumtól az Apponyi Albert vezette Vallás- és Közoktatási Minisztérium felügyelete alá, ismét Mészáros Imrét nevezték ki intendánsnak. Mészáros, akit kezdetben általános rokonszenv fogadott, korszaka végére az Operaház történetének egyik legvitatottabb igazgatójává lett, egy-egy bemutató után még korrupcióval is vádolták. Az együttes és a zenei stílus rövid idő alatt nagyot hanyatlott, a műsor vonzereje csökkent, az olasz és francia repertoár karmester híján egyre reménytelenebb ápolatlanság benyomását keltette. Mészáros utolsó mentsvárként az operetthez menekült, de gazdasági hasznát így sem találta meg, ezért 1912 májusában, az évad végén maga kérte szabadságolását. Ezután Alszeghy Kálmán főrendezővel együtt ő lett az Opera első örökös tagja. Ez a Nemzeti Színházban már korábban bevezetett rang mindenekelőtt anyagi haszonnal járt: az örökös tag nyugdíjazása után is teljes fizetését kapta. Mészáros azonban nem sokáig élvezhette az örökös tagságot ugyanis pár hónappal visszavonulása után meghalt.

### Reformtörekvések: 1912–1918

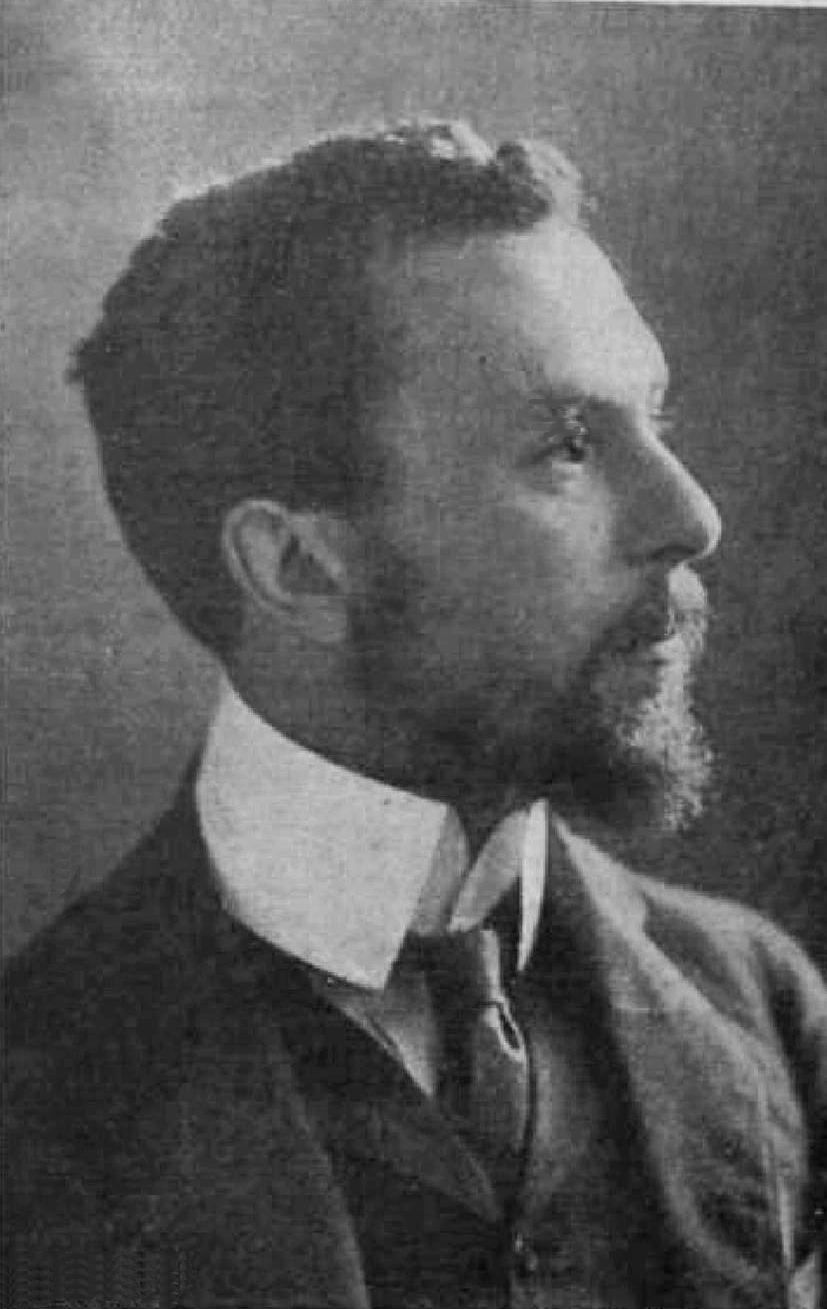
Bánffy Miklós

A 20. század első évtizedének vége az Operaházban új korszak beköszöntét jelentette, ugyanis Wagner, Puccini és Strauss műveivel véget ért az az éra, amikor az operaház még ötvözte a népszerűséget a magas művészi színvonallal. A közönség nem karolta fel a kortárs művészeket, inkább az elmúlt század nagy zeneszerzőinek alkotásaihoz ragaszkodott. Ezeket a műveket azonban fel kellett újítani. Az Operaházat ekkor gróf Bánffy Miklós erdélyi arisztokrata vezette, aki saját maga is közreműködött a díszletek és jelmezek megalkotásában. Tevékenysége idején megfiatalodott a gárda, és több-kevesebb sikerrel stabilizálta az intézmény pénzügyi helyzetét. 1912. december 1-jétől, gyakorlatilag azonban már az 1912–1913-as évad kezdetétől az Operaházhoz helyezte át Hevesi Sándort, főrendezői minőségben. A kritika és a közönség szemében egyaránt elsősorban az opera színpadi hatásának lenyűgöző megújulása, a „modern operaművelés honfoglalása” jelezte ezen új korszak kezdetét. Hevesi elsősorban Verdi- és Mozart-felújításokkal foglalkozott. Ugyancsak Bánffy szerződtette – 1913-ban – főzeneigazgatónak Egisto Tango olasz karmestert.
A háború kitörése azonban véget vetett Bánffy törekvéseinek, a házat 1914 szeptemberétől 1915 márciusáig bezárták. Az újranyitás után a háborús körülmények, a költségvetés-csökkentés és a hiányos személyzet sem Kern Aurélnak, sem az 1916-ban posztjára visszatérő Bánffynak nem tette lehetővé, hogy az első időszak nagyvonalú, sőt fényűző operapolitikáját folytassák. Bánffy második igazgatói korszakában az intézmény nyitott a modern, avantgárd irányzatok felé. Ennek jegyében zajlottak le Bartók Béla műveinek bemutatói is. Bánffy 1918. november 30-i hatállyal lemondott főigazgatói állásáról, őt Zádor Dezső követte.
A Tanácsköztársaság bukása után részben a hatalomra jutott jobboldal kikövetelte tisztogatás okán, részben a katasztrofális pénzügyi helyzet miatt tagrevíziók, politikai indokú szabadságolások, kényszernyugdíjazások és fizetéscsökkentések következtek be.

### A két világháború között

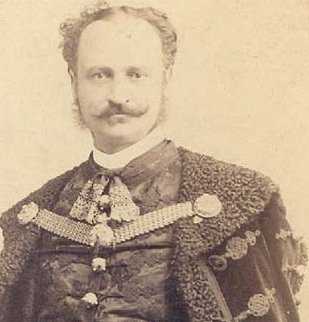
Wlassics Gyula

A Tanácsköztársaság bukása után, 1919 augusztusában Ábrányi Emil (aki addig karmesterként működött a társulatnál) memorandumot nyújtott be a kultuszminiszterhez az intézmény újjászervezésére. Ennek nyomán kapta meg igazgatói kinevezését próbaidőre. Feladata volt a személyzet csökkentése, a fizetések leszorítása, azaz a költségek csökkentése. A zenei színvonalat különösen súlyosan érintette Egisto Tango távozása, aki politikai okok miatt a kolozsvári intézményhez távozott. Kerner István sem vette fel a karmesterpálcát, helyébe Széll Györgyöt vették fel. Ábrányi állása már 1920 elején megingott. Miközben az intézetet visszakeresztelték Magyar Királyi Operaházra, márciusban híre járt, hogy Ábrányit szabadságolják, művészeti igazgatónak Kernert nevezik ki, az adminisztratív igazgatást pedig Wlassics Gyula veszi át, aki addig a minisztériumban a színházi ügyekkel foglalkozott. Hosszas tanácskozások után végül az 1920/21-es évadtól kezdődően vette át Kerner az irányítást. A pénzügyi keretek nem engedték meg új művek bemutatását. Állandósultak a bérharcok, az Opera ez időtől éveken át úgy nyitotta meg ősszel az évadot, hogy sem a csoportos személyzettel, sem a magánénekesekkel nem sikerült az új szerződéseket megkötni. Az intézmény fennmaradását voltaképpen csak az garantálta, hogy az akkoriban megfogalmazott kultúrpolitikai jelszó, a magyar kultúrfölény egyik adujának számított. Erre hivatkozva harcolták ki a katasztrofális gazdasági helyzetben is évről évre szubvencióját, ami a háború előttitől jócskán elmaradt. 1921 januárjában az egykori Népoperát, a Városi Színházat a régi bérlet lejártával a főváros pályázatra írta ki, amelyen az állam is részt vett. A kultuszminisztérium arra gondolt, hogy ha – viszonylag alacsony árak mellett – az Operaház magánénekes gárdáját a nagy befogadóképességű Városi Színházban is kihasználják, akkor olyan nyereségre tesznek ott szert, amivel az Operaházat is támogatni tudják. A pályázatot Ábrányi nyerte meg, ő azonban a bérleti jogot átadta az államnak, cserébe pedig kinevezték a Városi Színház igazgatójának. A Városi Színház és az Opera korábban különálló operaegyüttesei nem forrtak össze teljesen. Bár a két színház vezető tagjai sűrűn szerepeltek a másik épületben, külön testület maradt a két színház zenekara és kórusa. Kerner István 1921-ben mondott le, helyét Máder Rezső vette át, rendezőnek Anthes Györgyöt nevezték ki.

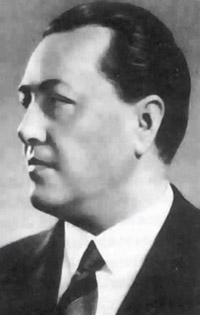
Pataky Kálmán

Máder és Ábrányi igazgatása alatt sikeresnek indult az állam kettős operai vállalkozása. Bár a Városi Színház árait emelték, azok még így is jóval alacsonyabbak az operaiaknál, úgyhogy a Városinak kölcsönadott (Ábrányi vagy Márkus Dezső által vezényelt) operai előadások rendre telt házat vonzottak. Emellett a két színház együttműködése végre állandósította a kettős szereposztást, s alkalmat adott a fiatal énekesek bemutatkozására. A Városi Színházban debütált többek között Walter Rózsi, Németh Mária, Székely Mihály és Relle Gabriella. A fiatal énekesek a külföld figyelmét is felkeltették. Mivel az Operaház nem tudott számukra megfelelő fizetést biztosítani, ezért sokan, köztük Németh Mária és Pataky Kálmán is, külföldi társulatokhoz szerződtek. Az elszerződéseknek nemcsak anyagi okai voltak: a bécsi, berlini színházakban az énekesek előtt a továbbfejlődés tágabb perspektívái nyíltak meg, ennek köszönhették később technikai tökélyüket és európai hírnevüket. Az elszármazott énekesek közül sokan visszatértek és stagione-szerűen énekeltek az Operaházban is. A húszas évek első felében feltűnt nemzedék vezéregyéniségeinél sokkal szorosabb kötelékben maradtak a magyar színpaddal a náluk valamivel idősebbek, akiknek pályája a tízes évek második felében bontakozott ki, de akik csak 1920 után lettek a repertoár legfőbb hordozóivá (Basilides Mária, Palló Imre stb.).
1922 márciusára kiderült, hogy a vállalkozás pénzügyileg sikertelen volt: hét hónap alatt a Városi Színházban tetemes összegű deficit gyűlt fel. Még mindig ez volt a legolcsóbb színház a fővárosban, és a bevételek nem fedezték az operai gázsikat. A két színház együttműködése nem volt súrlódásmentes: 1923 januárjában Ábrányi memorandumban javasolta a kettős igazgatás megszüntetését. Az időközben elhunyt Anthes György helyét Márkus László vette át. Főrendezőként érkezett, azután művészeti igazgató lett. Márkus operai tevékenységének kezdetén a művészi munkát szinte megbénította a gazdasági helyzet. Az előre meghatározott költségvetésből élő színház nem tudta megvásárolni az új produkciókhoz szükséges alapanyagokat, mert az árak állandóan emelkedtek. Emiatt például a Parsifal díszleteit csak úgy tudták beszerezni, hogy az évad elején előjegyzéssel értékesítették az előadások jegyeit és ebből fedezték a költségeket. Az árak emelkedése és az infláció miatt a zenekar tagjai nagyobb fizetést követeltek. 1923 novemberében kirobbant az első zenészsztrájk. 1924 februárjában a minisztérium az Opera számára is előírta a nagyarányú személyzetleépítést, ezzel egy időben pedig a megmaradt énekesek és zenészek bérének emelését. Később csökkentették az előadások számát, hogy a zenekari tagok több szabadidővel rendelkezzenek, így esélyük legyen másodállásra.
1924 októberében Márkus lemondott művészeti igazgatói tisztségéről, arra hivatkozva, hogy anyagi eszközök hiányában nem tudja terveit megvalósítani. 1924. október közepén felfüggesztették az intézmény tevékenységét a személyzet elégedetlensége miatt. A magyar gazdaság Népszövetségi kölcsönnel történő szanálása éppen azokban a hónapokban zajlott; a Népszövetség szigorúan ellenőrizte a kulturális költségvetést, a kormányzatnak tehát nem volt módjában engedményeket tenni az operai személyzetnek. A vezetőség megpróbált mecénásokat felkutatni az intézmény támogatására, de sikertelenül. 1924. november 14-én a Városi Színház átkerült Sebestyén Géza igazgatásába.

#### A Radnai-korszak
1925 elején a zenekar bérmozgalmat hirdetett, ennek következtében, február 13-án elrendelték az Operaház bezárását. Végül megegyezés született a bérek tekintetében, de az intézmény igazgatását átszervezték: végérvényesen megszüntették a főigazgatói, illetve intendánsi állást, a két állami színház irányítását különválasztották. Távozott Wlassics Gyula is. Igazgatónak Radnai Miklóst, a Zeneakadémia fiatal tanárát nevezték ki. Radnai új intézkedéseket vezetett be a költségvetési deficit ellensúlyozása érdekében: megszüntették a korábbi helybiztosítási rendszert, az első évadra tervezett 150 bérleti előadást (ezen kívül még 50 bérletszüneti előadást rendeztek) öt bérletsorozatra bontották (A–E) 30-30 előadással, havi négy alkalommal, lehetőség szerint a hét azonos napjain, a napi áraknál olcsóbban, nyolc részletben fizethető bérleti díjakkal, azzal az ígérettel, hogy minden újdonságot először bérleti előadáson mutatnak be, az árakat ezen felül 25%-kal leszállították. Ily módon az Operaház a kisebb jövedelmű rétegek számára is elérhetővé vált.
Nem csak az énekegyüttesben, hanem a rendezés és a szcenika szinte minden területén a Radnai-korszakban kerültek a színházhoz azok a művészek, akik az Opera történetének 1960-ig tartó fejezetét meghatározták. Radnai 1928-ban Sergio Failonit, a genovai operaház karmesterét szerződtette a főzeneigazgatói címre. Failoni mellett feltűnt a karmesteri pulpitus mögött Ferencsik János és Solti György is.
A rövid konszolidációs időszakot 1929-ben gazdasági válság követte, az intézmény költségvetését alaposan lecsökkentették. Ez rákényszerítette az igazgatóságot, hogy megszervezze az „Operabarátok Egyesületét”, amely adakozna az intézmény javára. Az Operabarátok nem is csekély mértékben járultak hozzá az Opera megrendült költségvetésének egyensúlyba kerüléséhez. Radnai ugyanakkor az olcsó vasárnapi előadások számát fölemelte, és 1932–33-tól megindította az „olcsó” ciklusokat (olcsó Wagner-ciklus Wagner halálának 50. évfordulójára nyolc előadással, Verdi-ciklus stb.). 1933–34-ben mindezekhez olcsó balettelőadások is társultak. Ennek eredményeként a költségvetési hiányt az intézet bevételekkel pótolni tudta. 1934-ben az Opera fennállásának ötvenedik évfordulóját nagyszabású magyar ciklussal ünnepelték meg.

#### A Márkus-korszak
1935. november 15-én Radnai váratlanul elhunyt. Helyébe az eddigi főrendező, Márkus László lépett. Márkus a lassan sötétülő, háborúba torkolló politikai körülmények között igyekezett a lehetőségekhez képest mind az együttes integritását, mind a munka megfelelő feltételeit, mind a határozott körvonalú műsor- és intézménypolitikát töretlenül megőrizni, sőt továbbfejleszteni. Márkus alatt rendelkezett az Operaház történetének valószínűleg leghomogénebb együttesével. Németh Mária távollétében az olasz drámai primadonna feladatait Báthy Anna, Bodó Erzsi, Tihanyi Vilma és Walter Rózsi látta el. Sándor Erzsi mellett Szabó Lujza tűnt ki a koloratúrszoprán szerepkörben. A társulat tagjai voltak: Halmos János, Laurisin Lajos, Losonczy György, Maleczky Oszkár, Székelyhidy Ferenc, Rősler Endre, Báthy Anna, Orosz Júlia, Kóréh Endre, Dobay Lívia, Gere Lola, Tutsek Piroska, Osváth Júlia, Rigó Magda, Szabó Ilonka, Laczó István, Gyurkovics Mária, Németh Anna, Sárdy János, Udvardy Tibor, Nagypál László, Warga Lívia, Fodor János, Littasy György, Jámbor László.
Az operai személyzeti politika szerves részét alkotta a két világháború közötti korszakban a vendégpolitika. A vendégszereplést az Opera bizonyos állandósággal bonyolította. Kisszámú, az 1930 körüli „válságévadtól” eltekintve, szezononként általában 23–25 előadást rendeztek elsőrangú, nem-magyar vendég közreműködésével, ehhez jött még megközelítőleg ugyanennyi est a külföldön éneklő magyar vendégekkel (Németh Mária, Pataky Kálmán, Anday Piroska, Angerer Margit, Huszka Rózsi, Gyenge Anna és mások). A népművelés eszméje a magyar kultúrpolitikában, hamarosan az operában látta az egyik lehetséges „fölvezetőt”, amely a szélesebb néprétegeket az úgynevezett magas kultúrához irányíthatja. 1936 tavaszán az Operaházban ismét „munkáselőadásokat” tartottak, tizenhat évvel a Tanácsköztársaság után. Az előadásokat a Szociáldemokrata Párt szervezte.

### A negyvenes években
Az 1940-es években a jobboldali sajtó követelte az Opera igazgatóságától, hogy a régi bérletes közönséget „arányosítsa”, azaz szorítsa ki a zsidó abonátusokat a színházból. Az igazgatóság e nyomásnak igyekezett ellenállni: ez természetesen csak annyira – és addig – volt lehetséges, amíg az általános politikai helyzet megengedte. 1939. július 1-jén az Operaházban is végrehajtották a zsidótörvényt, „arányosították” az együttest. 11 énekkari és 6 zenekari tagnak, 4 táncosnak, több énekesnek; összesen 37 operaházi tagnak kellett távoznia. Egyes prominens, zsidónak minősülő tagok föllépését azonban egészen a németek bevonulásáig engedélyezték. Márkus az 1943/44-es évadig vezette az intézményt. Utóda Lukács Miklós lett. A nyilasok hatalomátvétele után a vezetőséget menesztették. Az Opera tovább játszott Sámy Zoltán (korábban zenekari tag) igazgatásával, majd a nyilasokat evakuáló vonat elindulása után igazgató nélkül, főképpen azért, hogy a műsorszolgáltatásra hivatkozva a zenekari tagokat mentesíthessék az esetleges behívástól. Karácsonykor, az ostrom kezdetén azután bezárták a Operaházat.
1944 karácsonyától az Operaház nem tartott előadásokat. Hatalmas pincerendszerét óvóhellyé alakították; a társulat tagjai és az Operaház alkalmazottain kívül is sokan húzódtak meg itt az ostrom heteiben, köztük Kodály Zoltán. Az ostrom végén az épület viszonylag kevés sérüléssel, jóformán ép nézőtérrel állt, csak a hátsó traktus és a tetőzet rongálódott meg erősebben. 
A romeltakarítási munkálatokat és a részben ideiglenes jellegű helyreállításokat követően az Opera már 1945. február 11-én megnyitotta kapuit: hangversenyt rendeztek az alsó ruhatárban, Kodály Missa brevisének ősbemutatójával. A hivatalos megnyitó 1945. március 15-én volt.

### A háború utáni évek
A háború után az intézmény igazgatása Komáromy Pál, Székely Mihály és Nádasdy Kálmán kezébe került. Az ő első feladatuk volt a megfogyatkozott létszámú kórus és zenekar pótlása. 1945. április végén a direktórium lemondott, az intézmény – a kultuszminiszter megbízásából – Komáromy Pál vezetése alá került. Az előadások színvonalának fokozatos emelkedését elsősorban Ferencsik János karmester biztosította. Komáromy igazgatósága azonban korántsem volt csendes, hiszen gyakran került konfliktusba a személyzettel. 1945 őszén ez a konfliktus annyira elfajult, hogy a Kultuszminisztériumnak közbe kellett lépnie. Komáromy helyét az évad végén Tóth Aladár vette át.
Az új igazgatónak legfőbb feladata volt a költségvetés rendezése és stabilizációja. Továbbfejlesztette a társulatot, különösképpen a zenekart azáltal, hogy lerombolta azt a régi hagyományt, amely kizárta a női muzsikusokat a zenekarból. Égető probléma volt azonban a karmesterhiány, mivel Sergio Failoni halála után Ferencsik János maradt az egyetlen igazán tekintélyes karmester az Operaházban. Tóth Aladár német kapcsolatainak köszönhetően sikerült szerződtetnie Otto Klemperert, aki 1947-től 1950-ig Budapesten maradt. Távozását az 1950 elején, az Operabál műsorpolitikája ellen indított szélsőbaloldali sajtótámadások váltották ki, ugyanis kifogásolták Mozart és Wagner műveinek ápolásába fektetett tevékenységét. Klemperer vendégeskedése idején törtek ki az utolsó nagy operaházi botrányok. Egy alkalommal A varázsfuvola főpróbájának kissé viharos lefolyását szellőztette a sajtó, máskor a publikummal különbözött össze a karmester azon, vajon szabad-e Simándynak megismételnie a Grál-elbeszélést vagy sem. Mivel időközben Ferencsiket Bécsben is foglalkoztatták, a magyar sajtó felrótta Klemperernek, hogy háttérbe szorítja a hazai művészeket. A sajtó és Klemperer háborúskodása azonban nem zavarta az operajáró közönség érdeklődését, a pénztáraknál rendszerint hosszú sorok kígyóztak.
1950 januárjában negyedik koncertmesterként szerződtették az akkor 21 éves Wanda Wiłkomirska lengyel hegedűművésznőt, Zathureczky Ede tanítványát. Ő volt az első női szólamvezető az Opera zenekarában. Korábban a zenekarban ritkán játszott nő, és csak hárfás női tagja volt.
A háború utáni időszakban az énekesi gárda is lecserélődött, de megmaradtak néhányan a régi társulat tagjai közül is. Az Operaház csillagai voltak Palánkay Klára, Delly Rózsi, Tiszay Magda, Mátyás Mária, Laczkó Mária, Czanik Zsófia, Szecsődi Irén, Takács Paula (szoprán), Laczó István (tenor), Udvardy Tibor (tenor), Nagypál László (tenor), Závodszky Zoltán, Simándy József, Joviczky József, Székely Mihály, Gencsy Sári, Házy Erzsébet, László Margit, Sándor Judit, Bódy József, Faragó András, Ilosfalvy Róbert, Kishegyi Árpád, Melis György, Radnai György és Réti József. A politikai helyzet miatt a magyar művészek elsősorban a kelet-európai országokban (Szovjetunió, Románia stb.) vendégeskedtek, a legtöbb vendégszereplő is innen érkezett, illetve Olaszországból (Giuseppe Taddei, Tito Schipa stb.).
A háború utáni politikai konjunktúrának köszönhetően az operába járók köre kibővült. A Szociáldemokrata Párt a harmincas évek második felében megrendezett munkáselőadásainak hagyományát folytatta. 1945. április 3-án, Munkások az Operáért, Opera a munkásokért jelszóval jótékony célú matinét rendeztek, amelyen bejelentették, hogy megalakul a Munkás Operabarátok Egyesülete. A Magyar Kommunista Párt vasárnap délelőtti munkásbérletet szervezett. A régi törzsközönség is újraszerveződött és megalakították az Új Operabarátok Egyesületét, amely fennállásáig (1948) pályakezdő énekesek számára biztosított ösztöndíjakat. Az új közönség mozgósításának fő eszköze az árak leszállítása, jellemző formája pedig az úgynevezett akciós előadás volt, vagyis a közönség egy-egy külön csoportjának rendezett előadás, amelyre a jegyeket nem piaci úton, hanem párt, szakszervezet vagy más intézmény közbeiktatásával adták el. Ilyen előadásokat szerveztek például a rendőröknek, tisztviselőknek stb.

### Az ötvenes évek
A látogatottság a háborút követően fokozatosan nőtt, majd az 1950-es évek elején a hatalom kultúrpolitikájának köszönhetően robbanásszerűen megugrott. Versenyképességét a prózai színházakkal szemben az 1954-es esztendőben veszítette el, amikor megvonták a bérleti kedvezményeket.

#### Az Erkel Színház
Az 1950 körüli látogatottsági hullámot az Operaház egymaga nem tudta befogadni, hiszen maximális kihasználtság mellett is évente csak 400–450 ezer néző fordulhatott meg benne. A probléma áthidalására kezdetben a Városi Színházban rendeztek előadás-ciklusokat, majd a Zeneakadémián is. A Városi Színházban hamarosan fölénybe kerültek az operaelőadások, így azt a Népművelési Minisztérium 1951. szeptember 1-jétől az Opera kezelésébe adta és átnevezték Erkel Színháznak. Az 1955–56-os kulturális változások következtében erősödött a konkurencia a prózai színházak részéről, amelyek egyre nagyobb közönséget vontak el az Operaháztól. Ennek ellenére az Operaház évi látogatottsága (az Erkel Színházzal együtt) egymillió fő felett maradt.

#### Az 56-os forradalom után
Az 1956-os forradalmat követően az intézmény erős cenzori felügyelet alá került, számos előadást betiltottak, ennek ellenére népszerűsége töretlen maradt. Az ötvenes évek második felétől az Operaház intézménytörténete kevéssé volt eseménydús. Ez részben az erős cenzúrának, illetve a politikai konjunktúra miatt sokkal „tapintatosabb” sajtónak is betudható. Tóth Aladár távozása után három évig provizórikus jellegű maradt az igazgatás. 1957 elején kormánybiztos irányított, azután Palló Imre állt egy esztendeig az intézet élén, majd Fajth Tibor igazgatóhelyettes vitte az ügyeket Nádasdy Kálmán igazgatói kinevezéséig.
Az ötvenes évek végén az intézmény ismét bekapcsolódott az operaművészet nemzetközi vérkeringésébe. Számos világhírű énekes lépett fel a színpadán: Helge Roswaenge, Nicola Rossi-Lemeni, Giuseppe Di Stefano, Giulietta Simionato, Piero Cappuccilli, Luciano Pavarotti, Giacomo Aragall, Carelli Gábor, Kónya Sándor, Renata Scotto, Felicia Weathers stb. Ez a bekapcsolódás ugyanakkor lehetőséget teremtett az intézmény társulatának külföldi vendégszerepléseihez is. Ezek a szereplések 1958-ban kezdődtek, moszkvai és leningrádi vendégjátékokkal, a hatvanas és hetvenes években folytatódtak, és általában kedvező kritikai visszhanggal jártak. A nemzetközi vérkeringésbe történt bekapcsolódás idején vált nyilvánvalóvá, hogy az elzárkózás és tömegtermelés évei nem váltak az énekesegyüttes, a kórus, a zenekar és a színpadi kultúra javára. A stílus egyes területeken avíttnak bizonyult a vendégjátékok reflektorfényében, azok az előadó-művészetet érintő esztétikai elvek, amelyeket a szocialista realizmus jelszavával megkíséreltek kidolgozni, még a színpadművészetben sem gyümölcsöztek. A harmincas évekbeli szereplőgárda letűnt, a negyvenes évek közepén-végén fellépett nemzedéknek pedig épp néhány addig különösképpen exponált tagja nem állta ki az európai összehasonlítást: „a budapesti Operában természetes, de nem elsőosztályú hangok uralkodnak” – írta 1966-ban Ernst Krause.

### Hatvanas és hetvenes évek

#### Színházi válság
Az az operai ideológia, amelyre 1950-ben az Opera működését (főképpen műsorpolitikáját) alapozták, gyakorlatilag összeomlott, és évekbe telt, amíg kialakult egy új pragmatikus művelődéspolitikai koncepció. A régi operai ideológia szociológiai aspektusán egyelőre nem kellett változtatni, mert az ötvenes évek elejének nagy nézőszám-bővülése az évtized végéig megmaradt. A nézőszám az 1960-as évek közepén indult folyamatos csökkenésnek és az 1969/70-es évadra 575 ezerre fogyott. Az évi előadások számának mélypontja az 1974/75-ös évad volt, mindössze 500 előadással. A sajtó nem foglalkozott a korábban megszokott hevességgel a nézőszám csökkenésével, és csak nagyon halkan lehetett kimondani, hogy nem a csökkenés az irreális, hanem a korábbi nagy felfutás nem volt hosszabb távon fenntartható. Időnként felvetődött a gondolat, hogy Budapestnek szüksége van-e egyáltalán két operaházra? Ilyen körülmények között az állam visszatért az 1950 előtti gyakorlathoz, és a gazdasági helyzettől függően nagyobb vagy kisebb összegekkel szubvencionálta az Operát. A hetvenes évek elején az összköltségvetés 80%-át már az állam fedezte. A látogatottság pangásának korszakában az Opera megpróbálkozott a régi recepttel: a hatvanas évek végén operettelőadásainak számát a korábbi huszonegynéhánnyal szemben, átmenetileg, hatvanra növelte. Ennek következtében nőtt a látogatottságban az operettnézők aránya. De minthogy a nyilvános (színházi) műsorszolgáltatás általános válsága volt tapasztalható, ez a megoldás nem bizonyult hasznosnak. Ezt alátámasztotta az a tény is, hogy a hatvanas évek végén az operettek és zenés darabok látogatottsága az operaelőadásoknál meredekebben csökkent. Csak 1967–68-ban volt Budapesten több operett-, mint operalátogató, de ehhez az Operaház is hozzájárult operett-előadásai számának növelésével. Az opera tehát a nagy nézőszám-csökkenés ellenére a népszerű zenei műfajoknál sikeresebben vészelte át a színházi válságot. Az operai látogatottság hatvanas évekbeli csökkenéséhez hozzájárult az is, hogy a konszolidációs időszak után teret kapott a korábbi avantgárd alkotások egy része, és a magyar opera új irányának egyes művei is fokozott modernizmussal tűntek ki. Ez mind az „új”, mind a „régi” közönségre elidegenítően hatott.

#### Új vezetőség, új énekesi generáció
Az intézmény művészi színvonalának emelése érdekében 1961-ben Lamberto Gardellit hívták meg Koppenhágából, hogy erősítse és szervezze újra az intézmény zenei irányítását. Akárcsak elődei esetében, Gardellinek sem volt könnyű dolga, ellene is megindultak az intrikák, a kritikák is egyre vitriolosabb hangnemben támadták. Gardelli munkássága elsősorban a zenekar hangzásában érződött, több olyan felújítása volt, amelyeknél belenyugodott abba, hogy az énekes annyit – és csak annyit – hoz, amennyire képes. Ennek ellenére az Opera jelentős korszaka volt az 1960-as és 1970-es évek is, köszönhetően Lukács Miklós igazgatónak (1966-1978) is, aki színpadra állíttatta Wagner teljes Ring ciklusát, illetve számos 20. századi opera premierjét vezényelte el (Petrovics Emil: Bűn és bűnhődés, 1969; Alban Berg: Lulu, 1973; Durkó Zsolt: Mózes, 1977). Sok emlékezetes Verdi bemutató, és néhány jelentős Richard Strauss előadás is fűződik korszakához. Az 1960-as évek vezető énekes nemzedékének egyes tagjai az 1950-es évek kezdete óta jelen voltak már a társulatban: Melis György, Simándy József, Ilosfalvy Róbert, Házy Erzsébet, Komlóssy Erzsébet, Déry Gabriella, Dunszt Mária, Vámos Ágnes, Moldován Stefánia, Ágai Karola, Réti József, László Margit, Bartha Alfonz, Andor Éva, Kalmár Magda. 1970 körül a színház európai viszonylatban is kiemelkedő énekes-utánpótlást szívott föl a Zeneakadémiáról, főképpen a drámai szoprán szólamban: Kasza Katalint, Kovács Esztert és Ercse Margitot. Közel egy időben indultak, szenzációt keltve Verdi- és Puccini-szerepekben Laczó Ildikó, Dobránszky Zsuzsa, Sudlik Mária, Marton Éva. A férfi énekesek közül kiemelkedtek például Kováts Kolos és Begányi Ferenc.
A legnagyobb feltűnést az operai – sőt az operaközönségen kívül eső – körökben a hetvenes évek közepén Sass Sylvia keltette, aki a háború utáni korszak legigazibb primadonnájának készült az Operaházban. Az ő pályafutása is meglehetős hirtelen a nemzetközi színpadokra terelődött. Ezt követően Tokody Ilona és Kincses Veronika vették át a primadonna szerepkört.
Ferencsik Jánosnak a hatvanas évek jelentették művészetének végső érlelődését. Lukács Ervin és Erdélyi Miklós az ötvenes évek végétől jelentek meg a karmesteri pódiumon. Sűrűn vezényelte az operai előadásokat Borbély Gyula, Blum Tamás, később Oberfrank Géza, Medveczky Ádám és Kovács János.
Az 1970-es évek elején számos neves énekes megfordult az Operaház és az Erkel Színház színpadán, többek közt Mario del Monaco, Nicolai Gedda, Theo Adam, Anja Silja, Grace Bumbry, Montserrat Caballé, Carlo Bergonzi, Tito Gobbi, Elena Suliotis, Leonie Rysanek, Plácido Domingo, Boris Christoff, James King, Karl Ridderbusch, Donald McIntyre, Fiorenza Cossotto, Katia Ricciarelli és José Carreras.
Az évtized vége felé a vendégjátékok száma valutáris okokból jócskán csökkent. A hetvenes évtized kezdetén az Opera látogatottsága ismét növekedni kezdett.

### Nyolcvanas évek
Az 1980-as évek elején – Mihály András igazgatásának idején – az Operaház külseje is elvesztette régi képét, miután az évtizedekig halogatott épületrekonstrukciót néhány incidens után, amelyek könnyen végzetesre is fordulhattak volna, megkezdték, s az Operaházat 1980 tavaszán bezárták. Ennek következtében az előadások száma 300-ra csökkent, ekképpen a nézőszám is lecsökkent. A társulat ideiglenesen az Erkel Színházba költözött át.

#### Felújítási munkálatok

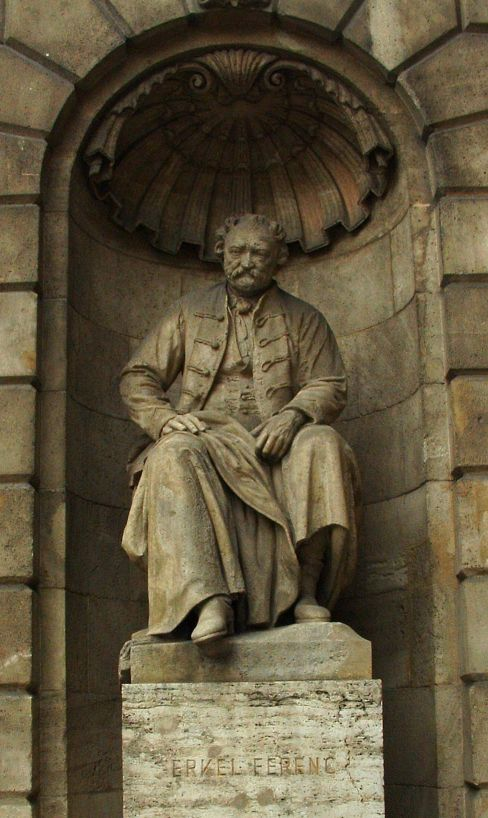
Erkel Ferenc szobra a homlokzaton

Az 1960-as évektől a közönségforgalmi részen folyamatos felújítás folyt, az üzemi részeken azonban a helyzet tarthatatlanná vált. 1951-ben ugyanis az Erkel Színház közös üzemeltetés alá került az Operaházzal, felduzzasztva ezzel az együttes és az adminisztráció létszámát. Az Erkel Színház épületében viszont sem műhelyek, sem raktárak, sem próbatermek nem álltak rendelkezésre, így minden produkció előkészítése az Operaházban folyt. E problémák enyhítésére épült fel 1981-ben a Hajós utcai üzemház. Ide költözött át az adminisztráció és a próbatermek, műhelyek egy része. A teljes rekonstrukció azonban egyre elodázhatatlanabbá vált. 1976-ban a színpadgépezet egyik hengere megrepedt, a hidraulikát le kellett állítani. Átmenetileg álló díszleteket használtak, majd 1980 júniusában megkezdődött az épület külső-belső felújítása. Az aprólékos munka nyomán megújult Operaház 1984. szeptember 27-én, a 100 éves évfordulóján nyitotta meg ismét kapuit.

### A rendszerváltás óta
Az 1989-es rendszerváltást követően az intézmény pénzügyi forrásai is jelentősen lecsökkentek. Ekkor már új énekesi gárda kezdett kialakulni fiatal énekesekből, akik közül néhányan nemzetközi karriert is befutottak (például Lukács Gyöngyi, Miklósa Erika, Rost Andrea, Komlósi Ildikó, Fried Péter), de érkeztek énekesek határon túlról is, mint például Daróczi Tamás, Kálmándi Mihály és Kiss-B. Atilla Kolozsvárról. A 2000-es évek elején, a folyamatosan romló anyagi körülmények között, az Operaház vezetősége arra kényszerült, hogy meghirdetett, kiszerepezett és bebérletezett bemutatókat hagyjon el. A kényszer szülte helyzetben korábban már játszott, de műsorról levett előadásokat újítottak fel. A költségek csökkentését létszámleépítésekkel is próbálták megoldani.
2006-ban határoztak az életveszélyesnek nyilvánított Erkel Színház bezárásáról. Néhány biztonsági beruházás és felújítás után az épületet korlátozott módon használták, mind próbákra, mind előadásokra, 2008-ban azonban bezárták a közönség előtt, az ott tartott előadásokból néhány darabot az Andrássy úti palotába helyeztek át, illetve egyet a Thália Színházba, ahol új bemutatókat is tartottak. 2013. március 1-jén a több lépcsős felújítás első fázisa végén a Magyar Nemzeti Balett, a Győri Balett és a Pécsi Balett közös Pas de Trois13 című produkciójával nyitotta meg újra kapuit, 2013 novemberétől már ismét teljes értékű játszóhelyként működik.
Az utolsó nagyszabású felújítási munkálatokra, a 125. évadot megelőzően került sor, 2008 nyarán. Ennek keretében többek között kicserélték a színpad padlójának koptatórétegét, és sor került a vörös bársonyfüggöny, valamint az ügyelő hívórendszer cseréjére is. A hátsó színpadot csak javították, újracsiszolták és festették. Kicserélték az üzemképtelen fő- és segédügyelői pultot, valamint az alsó színpadgépezet elavult alkatrészeit. A Magyar Állami Operaház 2009. szeptember 26-án és 27-én operagálával és ünnepi koncerttel tisztelgett az Ybl-palota átadásának 125. évfordulója előtt, ennek során a dalszínház megismételte az 1884. szeptember 27-ei ünnepi nyitóest programját.
Új korszak kezdődött Ókovács Szilveszter főigazgatóként való idehelyezésével. Az Operaház szervezeti átalakítását tűzte zászlajára. 2012. december 31-ig bezárólag valamennyi magánénekes elbocsátásával megszűnt az énektársulat. (A magánénekesek száma 2000 óta csökkent 110-ről 34-re, miközben magyar és külföldi vendégművészek egyre nagyobb számban énekeltek az előadásokon.) Ezután minden énekes évadokra és szerepekre szerződik, jelentősen megemelt tiszteletdíjért. Ugyanez a koncepció érvényesült a karmesterek esetében is. Az átalakítás során összesen 160 operaházi dolgozó állása szűnt meg, vagy alakult át szerződésessé. Bevezette az ún. semi-stagione játékrendet, amelyben a repertoár produkciói hetente váltják egymást átfedéses szerkezetben. Az Operaház költségvetési támogatását és előadásszámát növelte, több új programot és akciót indított a közönség utánpótlására. Főigazgatósága alatt újra nyílt az Erkel Színház. 2012. augusztus 31-től általános kormányzati átszervezés miatt megszüntették kormánybiztosi pozícióját, amely 2012. szeptember 1-től „megbízott”, majd 2013. január 28-tól „rendes” főigazgatói kinevezésbe fordult át. 2015-re az állami szubvenció deklarált mértéke: 12,5 milliárd Ft-tal soha nem látott összeget ért el. A bemutatók száma szintén soha nem látott méreteket öltve 32-re növekedett. A megnyitó 130. évfordulóját 2014. szeptember 27-én élő tömegjelenetet is tartalmazó rendhagyó gálaesttel, filmbemutatóval és az Operaház történetét bemutató könyv megjelentetésével ünnepelték. 2014/2015 évad végén bejelentették az Operaház halaszthatatlan felújítását 2017-re. Továbbá az ún. Eiffel Műhelyház létrehozását Kőbányán, amely színháztermet és próbatermeket foglal magába.
Az igazgatót, Ókovács Szilvesztert 2018. február 15-től újabb öt évre bízták meg az intézmény vezetésével. Mandátuma 2023. február 15-ig tart.

## Kapcsolódó lapok
- A Magyar Állami Operaházban tartott bemutatók listája
- A Magyar Állami Operaház énekeseinek listája
- A Magyar Állami Operaház igazgatóinak listája
- A Magyar Állami Operaház karmestereinek listája
- Erkel Színház
- Magyar Nemzeti Balett
- Budapesti Filharmóniai Társaság Zenekara